# Prawo i Sprawiedliwość
Prawo i Sprawiedliwość (PiS) – polska partia polityczna o charakterze prawicowym, założona na kongresie 29 maja 2001 przez braci Lecha i Jarosława Kaczyńskich, zarejestrowana sądownie 13 czerwca 2001. Powstała na fali popularności uzyskanej przez Lecha Kaczyńskiego podczas sprawowania przez niego funkcji ministra sprawiedliwości i prokuratora generalnego w rządzie Akcji Wyborczej Solidarność.
Ideologia partii jest zazwyczaj określana jako prawicowa (także przez samo PiS, wokół którego powstała koalicja określana jako Zjednoczona Prawica). Doktryna tej partii, to połączenie konserwatyzmu społecznego i narodowego, solidaryzmu, interwencjonizmu, chrześcijańskiej demokracji. Partia określana jest przez część komentatorów politycznych i mediów jako ugrupowanie populistyczne i eurosceptyczne, przy czym od początku opowiada się za członkostwem Polski w Unii Europejskiej i popiera rozszerzanie jej struktur, jednak uważa, że UE powinna być zreformowana. Politykę europejską PiS można określić jako konfederacyjną i popierającą Europę narodów. Ugrupowanie charakteryzuje się też jako eurorealistyczne. Partia podjęła współpracę z narodowo-katolickim Radiem Maryja. Wskazuje się na odejście PiS od części wartości konserwatywnych w kierunku narodowo-etatystycznym oraz na cechy nacjonalistyczne ugrupowania. Po raz pierwszy Prawo i Sprawiedliwość uczestniczyło w sprawowaniu władzy w latach 2005–2007, tworząc rządy Kazimierza Marcinkiewicza (do 2006) i Jarosława Kaczyńskiego (od 2006) – w latach 2006–2007 w koalicji z Samoobroną RP i Ligą Polskich Rodzin, a do 2006 i w schyłkowym okresie w 2007 rząd mniejszościowy. Przez dwie kolejne kadencje (2007–2015) PiS było największą partią opozycyjną w parlamencie. W okresie VIII kadencji Sejmu RP (2015–2019) PiS posiadało największy klub parlamentarny w historii III RP (rekordową liczbę członków – 238 posłów i 65 senatorów – liczył w 2018, a najwięcej posłów – 240 – w 2019), który stał się zapleczem rządów Beaty Szydło (2015–2017) i Mateusza Morawieckiego (2017–2023). W skład Rady Ministrów wraz z PiS wchodziły Suwerenna Polska (do 2023 Solidarna Polska), Partia Republikańska (od 2021) oraz w latach 2015–2021 Polska Razem, w 2017 przekształcona w Porozumienie – po wyjściu którego z koalicji rządzącej rząd przybrał charakter mniejszościowy. Formalną większość odzyskał w 2022, po wejściu w jego skład stowarzyszenia Polskie Sprawy, posiadającego koło poselskie. Po wyborach w 2023 i złożeniu dymisji rząd ponownie stał się mniejszościowy; następnie powołano funkcjonujący przez kilkanaście dni nowy rząd PiS i Suwerennej Polski (nadal pod premierostwem Mateusza Morawieckiego), po którego upadku PiS od 2023 ponownie jest największą partią opozycyjną.
Prezydentami Rzeczypospolitej Polskiej byli dwaj kandydaci wystawieni przez PiS: Lech Kaczyński (2005–2010) i Andrzej Duda (2015–2025). W 2025 na ten urząd wybrany został także popierany przez PiS Karol Nawrocki.
Prawo i Sprawiedliwość należy do grupy Europejscy Konserwatyści i Reformatorzy w Parlamencie Europejskim oraz do europejskiej Partii Europejskich Konserwatystów i Reformatorów, której przewodniczącym od 2025 jest Mateusz Morawiecki.
Działacze PiS starszej generacji wywodzą się w większości ze środowiska „Solidarności” i późniejszej AWS (Porozumienia Centrum, Ruchu Społecznego AWS, Porozumienia Polskich Chrześcijańskich Demokratów, Stronnictwa Konserwatywno-Ludowego i Zjednoczenia Chrześcijańsko-Narodowego) oraz Ruchu Odbudowy Polski.

## Historia PiS

### Geneza
Geneza Prawa i Sprawiedliwości sięga marca 2001. U podstaw powołania nowego ugrupowania leżał konflikt wewnątrz Akcji Wyborczej Solidarność pomiędzy ministrem koordynatorem służb specjalnych Januszem Pałubickim i ministrem sprawiedliwości Lechem Kaczyńskim. Na skutek konfliktu minister Lech Kaczyński skierował list do premiera Jerzego Buzka, w którym zarzucił brak reakcji na działania kwestionujące zasadę praworządności oraz poparcie przez premiera tych działań. Skutkiem listu było zdymisjonowanie Lecha Kaczyńskiego. Po odejściu z rządu i AWS bracia Lech i Jarosław Kaczyńscy zostali inicjatorami nowej formacji politycznej Prawo i Sprawiedliwość (autorem nazwy był Ludwik Dorn).
3 marca 2001 na konferencji „Warunki Sukcesu Prawicy” Lech i Jarosław Kaczyńscy zapowiedzieli stworzenie formacji politycznej. W kwietniu i maju 2001 zakładano Komitety Prawa i Sprawiedliwości (pierwszy z nich powstał jednak już 22 marca 2001 w Białymstoku). Na spotkanie założycielskie przyszło około 500 osób. 9 kwietnia 2001 powstało biuro krajowe Komitetów PiS, a 26 kwietnia bracia Kaczyńscy powołali Ogólnopolską Reprezentację Komitetów PiS. 19 maja Lech Kaczyński zapowiedział, że PiS pójdzie do wyborów samodzielnie. 4 dni później porozumienie o wspólnym starcie z PiS zawarło Przymierze Prawicy. 29 maja w sali teatru Roma odbył się kongres założycielski. 9 czerwca rozpoczęto kampanię wyborczą i zaprezentowano manifest polityczny, w którym partia zapowiadała walkę z przestępczością poprzez kontynuację zmian w kodeksie karnym, które jako minister zapoczątkował Lech Kaczyński. 4 dni później nastąpiła rejestracja sądowna partii pod numerem 124 w ewidencji.
6 lipca nowo zarejestrowana partia powołała klub parlamentarny, w skład którego weszło 18 byłych posłów AWS. PiS powstało na bazie Porozumienia Centrum (grupa polityków PiS wywodząca się z tej partii nazywana jest mianem zakonu PC). Wzmacnianiu nowej formacji sprzyjał napływ polityków związanych wcześniej także z tracącym na znaczeniu Ruchem Odbudowy Polski oraz z partiami słabnącej AWS (głównie ze Zjednoczeniem Chrześcijańsko-Narodowym i Porozumieniem Polskich Chrześcijańskich Demokratów).

### 2001–2005
Pierwszymi wyborami, w których wzięło udział nowe ugrupowanie, były wybory do Sejmu i Senatu w 2001. Jeszcze w maju, w obliczu rosnącej przewagi koalicji SLD-UP, zawiązano porozumienie wyborcze z AWS, UW, PO i ROP, co zaowocowało wystawieniem wspólnej listy wyborczej kandydatów do Senatu – Blok Senat 2001. Listy kandydatów PiS do Sejmu oparte były w dużej części na członkach Przymierza Prawicy i Porozumienia Centrum, startowało z nich również Stronnictwo Pracy, a także część członków innych partii prawicowych (m.in. ROP). Przedwyborcze sondaże dawały partii 9–11% poparcia.
PiS uzyskało 9,50% głosów, co pozwoliło partii zająć czwarte miejsce i zdobyć 44 mandaty poselskie. Z ramienia Bloku Senat 2001 żaden z kandydatów PiS nie uzyskał mandatu, jednak z ramienia Komitetu Wyborczego Wyborców i Sympatyków Lecha Kaczyńskiego Prawo i Samorządność uzyskała go Anna Kurska, która przystąpiła do klubu BS 2001. W trakcie kadencji w wyborach uzupełniających mandat z ramienia PiS uzyskał Krzysztof Jurgiel, który znalazł się w klubie PiS, do którego przystąpiła także Anna Kurska. Z sejmowego klubu PiS natomiast w maju 2002 do LPR przeszedł Andrzej Mańka, a 6 października do klubu PiS przeszła z koła Stronnictwa Konserwatywno-Ludowego Dorota Arciszewska-Mielewczyk (wybrana z listy Platformy Obywatelskiej). 18 stycznia 2005, w wyniku rozpadu koła Polski Blok Ludowy, do klubu PiS dołączyli dwaj jego posłowie (wybrani z list Samoobrony RP) – Wojciech Mojzesowicz (były lider PBL) i Wacław Klukowski, a 29 lipca tego samego roku z klubu PiS odszedł Marek Muszyński.
Przywódcy partii odmówili w 2001 udziału w koalicji z SLD i UP, stając się tym samym ugrupowaniem opozycyjnym wobec rządu Leszka Millera (a następnie także wobec pierwszego i drugiego rządu Marka Belki). Na stronie internetowej partii zamieszczono dokument pt. „100 dni rządu Leszka Millera” krytykujący niespełnienie wyborczych obietnic, uzależnienie energetyczne od Rosji i pasmo ustępstw w negocjacjach z Unią Europejską dotyczące między innymi skrócenia okresu przejściowego na wykup ziemi przez cudzoziemców. W sferze społecznej skrytykowano również skrócenie urlopów macierzyńskich, sprawy związane z restrukturyzacją służby zdrowia i oświaty, zmniejszenie wydatków na kulturę (o 28%) i naukę (o 20%), ograniczenie ulg kolejowych dla najbiedniejszych warstw społecznych, a także brak reformy finansów publicznych i rozstrzygnięć w sprawie prywatyzacji kluczowych firm. PiS zwracało również uwagę na manipulacje Komisji do spraw Służb Specjalnych oraz przyjęcia byłych funkcjonariuszy Służby Bezpieczeństwa PRL do UOP. W początkowym okresie rządów SLD-PSL-UP poziom poparcia dla Prawa i Sprawiedliwości wynosił około 10% (podobnie jak PO), traciła natomiast koalicja rządząca (ok. 35%), zyskiwała zaś Samoobrona RP (ok. 18%).
2 czerwca 2002 rozwiązało się Przymierze Prawicy, a około 800 jego członków (ponad 1/3) wstąpiło do PiS (nie doszło do przejścia wszystkich członków PP, by nie mieli oni przewagi liczebnej w partii – PiS liczyło dotychczas około 400 członków, do których dołączyło wówczas także około 1400 bezpartyjnych do tej pory członków komitetów PiS). Do 2009 działacze wywodzący się z Przymierza mieli zagwarantowany statutowo udział we władzach PiS (PiS miało wiceprezesów wywodzących się z PP zgodnie z tym zapisem do 2007).
20 czerwca 2002 Prawo i Sprawiedliwość zawarło koalicję wyborczą przed wyborami samorządowymi z Platformą Obywatelską (tzw. POPiS, koalicja ta nie wystartowała w województwach mazowieckim i podkarpackim), które zajęło 1. miejsce w wyborach do sejmików w dwóch spośród szesnastu województw (w trzynastu zwyciężyła koalicja SLD-UP, a w jednym LPR). Część wyborców obu partii w związku z zawiązaniem tej koalicji przerzuciła swe głosy na inne ugrupowania. W efekcie wyborów PiS współrządziło w województwach mazowieckim, małopolskim, dolnośląskim i pomorskim. W wyborach samorządowych Lech Kaczyński został prezydentem Warszawy. Według sondaży partia pozostawała jednak w trudnej sytuacji – w grudniu 2002 poparcie dla niej kształtowało się na poziomie 14%, co dawało jej drugie miejsce – za SLD-UP (32%), ex aequo z Samoobroną RP (14%), a przed LPR (11%), PSL (11%) oraz PO (10%).
W 2003 doszło do zmiany na stanowisku prezesa partii. Lecha Kaczyńskiego (odtąd honorowego prezesa PiS) zastąpił jego brat Jarosław. 10 stycznia 2003 na wniosek posłów PO i PiS Sejm powołał komisję śledczą w celu wyjaśnienia tzw. afery Rywina. Członkami komisji reprezentującymi PiS zostali Zbigniew Ziobro i Zbigniew Wassermann.
Partia opowiadała się wtedy za przystąpieniem Polski do Unii Europejskiej, wyrażając jednocześnie poparcie dla utrzymania systemu głosowania z traktatu nicejskiego.
W latach 2004–2005 notowania PiS powoli zaczęły rosnąć. Według sondaży na początku 2004 roku PiS cieszyło się poparciem 13–14% wyborców. Oprócz komisji ds. afery Rywina do wzrostu notowań przyczynili się członkowie Komisji śledczej ds. prywatyzacji PZU (Przemysław Gosiewski) i Komisji śledczej w sprawie PKN Orlen (Zbigniew Wassermann). Wzrost notowań partii potwierdziły pierwsze wybory do Parlamentu Europejskiego w Polsce – partia uzyskała 12,67% głosów, co dało jej trzecie miejsce i 7 spośród 54 mandatów, które przypadły polskim eurodeputowanym. Eurodeputowani PiS weszli w skład Unii na rzecz Europy Narodów.

### 2005–2007
Stopniowy spadek poparcia dla SLD-UP stworzył dla PiS szansę przejęcia władzy przy okazji kolejnych wyborów parlamentarnych. Końca dobiegała także druga kadencja Aleksandra Kwaśniewskiego. Kandydatem PiS na prezydenta został Lech Kaczyński. Przewidywano także utworzenie wspólnego rządu z Platformą Obywatelską. Przed wyborami w 2005 partia prowadziła kampanię wyborczą pod hasłami: „IV Rzeczpospolita – sprawiedliwość dla wszystkich”, „Twój Wybór silne i sprawne państwo”, „Bezpieczna, Szczęśliwa rodzina Polska krajem ludzi zdrowych”, „Dobra nauka i edukacja kluczem do sukcesu”, „Polska kultura narodowa – racją stanu”, „Sport – duma i sposób na życie”. W kampanii partia promowała ideę „Polski solidarnej”, przeciwstawiając ją wizji „Polski liberalnej”.
Prawo i Sprawiedliwość odniosło zwycięstwo zarówno w wyborach parlamentarnych, jak i w wyborach prezydenckich (w drugiej turze Lech Kaczyński pokonał Donalda Tuska z PO). W wyborach do Sejmu PiS zdobyło 26,99% głosów. W I turze wyborów prezydenckich, 9 października, głosy na Lecha Kaczyńskiego oddało 4 947 927 wyborców (33,10%), co pozwoliło mu zająć 2. miejsce. Tym samym, ponieważ pierwsza tura nie przyniosła rozstrzygnięcia, dwa tygodnie później odbyła się druga tura wyborów prezydenckich. Lech Kaczyński zdobył w niej 54,04% głosów. Uzyskał duże poparcie we wschodniej, południowej i centralnej Polsce.
Pozycja polityczna PiS w stosunku do roku 2001 uległa znacznemu wzmocnieniu – w wyborach do parlamentu partia uzyskała bowiem 155 mandatów w Sejmie i 49 w Senacie (w początkach kadencji do klubu PiS dołączyło także dwóch posłów wybranych z list PO i senator wybrany jako kandydat niezależny, jednak także do PO przeszła posłanka PiS, a jeden z posłów z klubu PiS został niedługo później wykluczony). 27 września 2005 lider partii Jarosław Kaczyński ogłosił kandydaturę Kazimierza Marcinkiewicza na premiera. Rezultatu nie przyniosły natomiast rozmowy o koalicji z Platformą (PO zerwała je ostatecznie po przegłosowaniu przez większość sejmową kandydatury Marka Jurka na marszałka Sejmu, przeciw kandydaturze Bronisława Komorowskiego; ponadto PiS nie godziło się na powierzenie politykom PO niektórych oczekiwanych przez nich resortów). 31 października 2005 został zaprzysiężony mniejszościowy rząd Kazimierza Marcinkiewicza, a 10 listopada premier wygłosił exposé, przedstawiając program Solidarne Państwo. Rząd uzyskał wotum zaufania głosami PiS, Samoobrony RP, LPR i PSL. Na 19 stycznia 2006 prezes partii Jarosław Kaczyński zaproponował podpisanie paktu stabilizacyjnego. Pakt został podpisany 2 lutego 2006 przez Romana Giertycha, Andrzeja Leppera i Jarosława Kaczyńskiego. Podpisany był dwukrotnie. Za pierwszym razem na antenie Telewizji Trwam i Radia Maryja, za drugim dla pozostałych mediów. W marcu tego samego roku pakt stabilizacyjny został zerwany. Mimo zerwania paktu stabilizacyjnego głosami PiS, Samoobrony RP, LPR i PSL powołano komisję śledczą ds. banków i nadzoru bankowego, której zakres prac zakwestionował Trybunał Konstytucyjny.
Na skutek zerwania paktu 6 kwietnia doszło do głosowania nad wnioskiem partii o samorozwiązanie Sejmu. Wniosek uzyskał 206 głosów. Jedyną partią, która obok PiS poparła wniosek, był Sojusz Lewicy Demokratycznej. Nieudana próba skrócenia kadencji parlamentu spowodowała, że 5 maja 2006 PiS, Samoobrona RP i LPR podpisały umowę koalicyjną. Na stanowiska wicepremierów powołani zostali liderzy partii koalicyjnych, Samoobrony RP (Andrzej Lepper) i Ligi Polskich Rodzin (Roman Giertych). Zwycięstwo w wyborach parlamentarnych spowodowało znaczący wzrost poparcia partii rządzącej. Według sondaży połowie marca 2006 wynosiło około 30%.
W latach 2006–2007 doszło natomiast do spowolnienia prywatyzacji.
14 lipca 2006 po dymisji premiera Kazimierza Marcinkiewicza został zaprzysiężony rząd Jarosława Kaczyńskiego, który kontynuował politykę poprzedniej Rady Ministrów. Pięć dni później gabinet uzyskał wotum zaufania głosami PiS, Samoobrony RP i LPR, uzyskując 240 głosów. Na stanowiskach ministerialnych nie dokonano większych zmian.
21 lipca doszło do głosowania nad ustawą lustracyjną. Poparcie dla ustawy wyraziły wszystkie kluby poza SLD. Ustawa nie weszła w życie, ponieważ wątpliwości dotyczące ochrony interesów ofiar Służby Bezpieczeństwa PRL wyrazili senatorowie PO i PiS oraz prezydent Lech Kaczyński. Drugą wersję ustawy autorstwa Kancelarii Prezydenta poparli tylko posłowie PiS, Samoobrony RP i PSL. Ustawa została zaskarżona przez posłów SLD do Trybunału Konstytucyjnego, który zakwestionował jej przepisy. Sondaże z lata 2006 dawały PiS poparcie porównywalne lub większe niż PO.
21 września Jarosław Kaczyński usunął z rządu Andrzeja Leppera z powodu krytykowania przez niego ustawy budżetowej. Dzień później kilku posłów opuściło szeregi Samoobrony RP i utworzyło klub parlamentarny Ruch Ludowo-Narodowy, który udzielił poparcia rządowi. Po odwołaniu Andrzeja Leppera PiS rozpoczęło rozmowy o współpracy z Polskim Stronnictwem Ludowym oraz z posłanką Samoobrony Renatą Beger o możliwości wejścia do rządu. Wobec braku możliwości zawarcia koalicji z PSL PiS ponownie zawarło koalicję z Samoobroną RP i Ligą Polskich Rodzin.
Podczas wyborów samorządowych w 2006 PiS w większości województw zblokowało (zgodnie z wprowadzoną wówczas ordynacją) listy z Samoobroną RP i Ligą Polskich Rodzin. PiS zdobyło drugi wynik pod względem mandatów w sejmikach województw 25,1% (170 na 561). Wyniki wyborów pozwoliły partii na współrządzenie w 5 województwach. Nie udało się zdobyć m.in. urzędu prezydenta Warszawy byłemu premierowi Kazimierzowi Marcinkiewiczowi, który w drugiej turze przegrał z kandydatką PO Hanną Gronkiewicz-Waltz.
W styczniu 2007 dobiegła końca kadencja Leszka Balcerowicza jako prezesa Narodowego Banku Polskiego. Liga Polskich Rodzin krytycznie odnosiła się do zaproponowanego przez PiS na jego następcę Sławomira Skrzypka. Uzyskując ostateczną zgodę koalicjanta na wybór nowego prezesa NBP, PiS zobowiązało się do wyboru nowej rady nadzorczej Telewizji Polskiej.
W następnym miesiącu doszło do zmian na stanowiskach ministrów: obrony narodowej i spraw wewnętrznych. Radosława Sikorskiego zastąpił Aleksander Szczygło, a miejsce Ludwika Dorna zajął Janusz Kaczmarek.
W kwietniu 2007 w PiS doszło do rozłamu. Z partii odszedł jej wiceprezes i marszałek Sejmu Marek Jurek, a wraz z nim m.in. 5 posłów, którzy utworzyli partię Prawica Rzeczypospolitej. Na nowego marszałka został wybrany Ludwik Dorn. Latem tego samego roku w rządzie i Sejmie doszło do kolejnego kryzysu – w związku z tzw. aferą gruntową odwołano z rządu Andrzeja Leppera, a następnie pozostałych ministrów z jego partii, a także z LPR, w związku z czym ponownie doszło do powołania rządu mniejszościowego PiS. Wkrótce jednak większość sejmowych partii, w tym PiS, zdecydowała się na poparcie wniosku o skrócenie kadencji, co oznaczało rozpisanie nowych wyborów na jesień tego samego roku. Tego samego dnia PO zgłosiła wnioski o odwołanie wszystkich ministrów rządu Jarosława Kaczyńskiego. Prezydent zdymisjonował ministrów, a premier powołał ich jednocześnie na funkcje sekretarzy stanu w kierowanych przez nich ministerstwach.
Jeszcze przed wyborami doszło też do roszad personalnych. W pracę w otoczeniu prezydenta Lecha Kaczyńskiego zaangażowała się Nelli Rokita, a swój start z ramienia PO ogłosiła część polityków związanych wcześniej z Prawem i Sprawiedliwością, m.in. Antoni Mężydło czy Radosław Sikorski, a także popierający wcześniej Lecha Kaczyńskiego marszałek Senatu Bogdan Borusewicz.

### 2007–2015
Przed wyborami parlamentarnymi w 2007 partia prowadziła kampanię wyborczą pod hasłem „Czyny, nie cuda”, co było odpowiedzią na sformułowanie „Cud gospodarczy”, zawarte w haśle wyborczym PO. Powołano Komitet Honorowego Poparcia liczący blisko 50 osób, któremu przewodniczył Wojciech Kilar. W kampanii partia ponownie promowała ideę „Polski solidarnej”, przedstawiając działania prowadzone w okresie swoich rządów. Z list PiS startowali również przedstawiciele innych partii (m.in. PSL „Piast”, Ruchu Ludowo-Narodowego, Ruchu Katolicko-Narodowego, ROP czy Partii Centrum). Komitet PiS zdobył 32,11% głosów (o około 5 pkt. proc. więcej niż w 2005), co dało jej 166 mandatów w Sejmie i 39 w Senacie (poza klubem PiS znaleźli się jednak wybrani z list tej partii Maciej Płażyński i Longin Komołowski). PiS zostało wówczas największym ugrupowaniem opozycyjnym (mającym możliwość m.in. samodzielnego składania wniosków o odwołanie ministrów).
W tym samym roku z powodu nierozliczenia kierownictwa partii z wyników wyborów trzech wiceprezesów PiS (Kazimierz Michał Ujazdowski, Paweł Zalewski i Ludwik Dorn) zostało zawieszonych w prawach członków ugrupowania. Dwaj pierwsi w grudniu opuścili partię. W 2007 i 2008 klub opuścili kolejni politycy, którzy współtworzyli Ruch Obywatelski „Polska XXI”. W 2008 z partii wykluczony został także Ludwik Dorn, który wraz z dwoma innymi posłami, którzy opuścili w 2009 klub PiS, doprowadził do przekształcenia w 2010 „Polski XXI” w partię Polska Plus.
W uzupełniających wyborach do Senatu w okręgu krośnieńskim po śmierci Andrzeja Mazurkiewicza w 2008 kandydat PiS Stanisław Zając odniósł zwycięstwo, zdobywając mandat. Osiągnął wynik 47,92%. W wyborach do Parlamentu Europejskiego 7 czerwca 2009 PiS otrzymało 2 017 607 głosów (27,4%), zajmując 2. miejsce i wprowadzając do PE 15 deputowanych. PiS weszło w skład nowo powołanej frakcji Europejscy Konserwatyści i Reformatorzy (w trakcie kadencji 9 wybranych z list PiS deputowanych znalazło się poza delegacją tej partii – pod koniec kadencji czterech europosłów reprezentowało Solidarną Polskę, trzech Polskę Razem, jeden związał się z PO, a jeden ostatecznie ponownie związał się z PiS).
10 kwietnia 2010 doszło do katastrofy samolotu rządowego, którym polska delegacja z prezydentem Lechem Kaczyńskim na czele leciała na uroczystości upamiętniające zbrodnię katyńską. Zginęli wówczas także działacze Prawa i Sprawiedliwości, w tym parlamentarzyści klubu PiS: wicemarszałek Sejmu Krzysztof Putra oraz inni posłowie – Przemysław Gosiewski i Aleksandra Natalli-Świat (wiceprezesi partii), Zbigniew Wassermann, a także przewodnicząca Klubu Parlamentarnego PiS Grażyna Gęsicka. Śmierć ponieśli również Stanisław Zając i Janina Fetlińska – senatorowie oraz należący do PiS szef Biura Bezpieczeństwa Narodowego Aleksander Szczygło. W katastrofie zginął również prezydent RP Lech Kaczyński – współzałożyciel partii i jej pierwszy prezes.
W związku ze śmiercią prezydenta Lecha Kaczyńskiego konstytucyjne obowiązki głowy państwa przejął marszałek Sejmu – wiceprzewodniczący PO Bronisław Komorowski. W przedterminowych wyborach prezydenckich kandydatem PiS na prezydenta został Jarosław Kaczyński. W pierwszej turze wyborów uzyskał on 36,46% głosów i wraz z Bronisławem Komorowskim przeszedł do drugiej tury. Po przegranych wyborach prezydenckich 8 listopada lider partii zrezygnował z zasiadania w Radzie Bezpieczeństwa Narodowego, bojkotując jej posiedzenia.
Po śmierci Stanisława Zająca w katastrofie w Smoleńsku jego żona Alicja Zając wygrała 20 czerwca 2010 wybory uzupełniające w tym samym okręgu, będąc jedyną kandydatką. Tego samego dnia w wyborach uzupełniających w okręgu płockim, zarządzonych po śmierci w katastrofie smoleńskiej Janiny Fetlińskiej, kandydat PiS przegrał z kandydatem PSL i nie uzyskał mandatu.
25 września 2010 do PiS powróciła większość polityków Polski Plus (po samorozwiązaniu tej partii). 5 listopada 2010 z partii zostały wykluczone prowadzące kampanię prezydencką Jarosława Kaczyńskiego posłanki Joanna Kluzik-Rostkowska i Elżbieta Jakubiak. W wyniku tej decyzji komitetu politycznego Prawa i Sprawiedliwości z partii i jej klubu parlamentarnego odeszła grupa osób (w tym eurodeputowanych), które ogłosiły powołanie ugrupowania pod nazwą Polska Jest Najważniejsza. 23 listopada powstał klub poselski o tej samej nazwie, a później partia. Zimą, w 2011, klub PiS opuściło ponadto dwóch senatorów.
21 listopada 2010 odbyły się wybory samorządowe. PiS zdobyło 23,05% głosów. Był to drugi wynik pod względem mandatów w sejmikach województw (141 na 561). Partia wygrała wybory do sejmików w dwóch województwach – lubelskim i podkarpackim (zatem w o trzech województwach mniej niż w 2006). PiS w sejmiku każdego województwa znalazło się wówczas w opozycji (w 2013 przejęło władzę na Podkarpaciu w koalicji z Prawicą Rzeczypospolitej).
W wyniku wyborów parlamentarnych w 2011 PiS uzyskało 29,89% głosów do Sejmu, co dało partii 2. miejsce i 157 mandatów w izbie. W Senacie ugrupowanie uzyskało 31 miejsc. Z ramienia PiS startowali także działacze ROP, RKN oraz innych małych partii. PiS pozostało po wyborach w opozycji wobec rządu. 4 listopada 2011 z PiS zostali wykluczeni eurodeputowani Zbigniew Ziobro, Jacek Kurski i Tadeusz Cymański. Kilka dni później solidaryzujący się z nimi parlamentarzyści powołali klub Solidarna Polska, za co zostali wykluczeni z partii (niektórzy z nich powrócili do klubu PiS w 2012 i 2013). W 2012 projekt Solidarna Polska przekształcił się w partię.
W 2011 do PiS przystąpiło kilku nowych członków, którzy uprzednio zostali parlamentarzystami. M.in. Janusz Śniadek, Witold Waszczykowski, Przemysław Wipler (wystąpił w 2013) i Alicja Zając, potem także Krzysztof Szczerski. W klubie PiS zasiadły też bezpartyjne osoby wybrane do Sejmu z list tej partii, jak m.in. były prezes Instytutu Sobieskiego Paweł Szałamacha oraz profesor Uniwersytetu Warszawskiego Krystyna Pawłowicz. Ponadto z list ugrupowania do parlamentu dostali się byli pracownicy Kancelarii Prezydenta Lecha Kaczyńskiego (Jacek Sasin, Andrzej Duda i bezpartyjny Maciej Łopiński) oraz przedstawiciele rodzin ofiar katastrofy smoleńskiej (m.in. Jacek Świat i Beata Gosiewska).
24 marca 2012 PiS podpisało porozumienie i w przypadku wyborów deklarację o wspólnym starcie z Prawicą Rzeczypospolitej (po wyborach w 2015 Prawica Rzeczypospolitej oskarżyła PiS o „wykluczenie z koalicji rządowej” i zerwanie tej umowy). 23 czerwca tego samego roku apel do wstępowania członków ROP do PiS wystosowały władze Ruchu, który uległ wówczas samorozwiązaniu.
W marcu 2013 posłowie PiS zgłosili wniosek o konstruktywne wotum nieufności wobec rządu Donalda Tuska, proponując kandydaturę Piotra Glińskiego. Wniosek PiS nie uzyskał większości sejmowej.
W 2013 kandydaci PiS wygrali dwie elekcje uzupełniające do Senatu. W okręgu rybnickim po śmierci Antoniego Motyczki z PO mandat uzyskał Bolesław Piecha, a w okręgu mielecko-dębickim po powołaniu Władysława Ortyla z PiS na marszałka województwa podkarpackiego wybory wygrał Zdzisław Pupa.
W lutym 2014 Rada Polityczna partii powołała do życia Radę Programową jako ciało o charakterze doradczym. W jej skład weszli eksperci z różnych dziedzin życia społecznego. Na czele Rady Programowej stanął prof. Piotr Gliński.
W wyborach do Parlamentu Europejskiego 25 maja 2014 PiS otrzymało 2 246 870 głosów (31,78%), zajmując 2. miejsce i wprowadzając do PE 19 deputowanych (z czego jeden przypadł jednak Markowi Jurkowi – szefowi Prawicy Rzeczypospolitej, która brała udział w wyborach w nieformalnej koalicji z PiS). PiS przegrało ze zwycięską PO (która także otrzymała 19 mandatów) jedynie o 0,35 pkt. proc.
19 lipca 2014 PiS podpisało porozumienie z Solidarną Polską i Polską Razem Jarosława Gowina, zakładające start tych partii z list PiS w kolejnych wyborach (samorządowych do większości sejmików województw i parlamentarnych), a także wystawienie wspólnego kandydata na prezydenta Polski (4 listopada 2017 Polska Razem przekształciła się w Porozumienie).
28 lipca poseł Jan Tomaszewski został usunięty z klubu PiS.
7 września tego samego roku w wyborach uzupełniających do Senatu w okręgach nr 47, 73 i 82 zwyciężali kandydaci PiS. W tym samym miesiącu PiS utraciło eurodeputowanego i posła na Sejm, którzy stali się niezależni.
10 listopada, w wyniku afery związanej z podróżą służbową, zawieszeni trzy dni wcześniej trzej posłowie partii (ówczesny rzecznik partii Adam Hofman, Mariusz Antoni Kamiński i Adam Rogacki) zostali mocą sądu partyjnego wydaleni z partii.
16 listopada Prawo i Sprawiedliwość zdobyło najwięcej głosów w wyborach do sejmików województw (26,89%). Uzyskało jednak o 8 mniej mandatów od Platformy Obywatelskiej (171). Najwięcej mandatów sejmikowych spośród wszystkich komitetów PiS zdobyło w sześciu województwach (mazowieckim, łódzkim, małopolskim, podlaskim, lubelskim i podkarpackim). Władzę objęło jedynie w sejmiku podkarpackim. W I turze kandydat PiS wygrał wybory na prezydenta Stalowej Woli, a w wyniku drugiej tury prezydentami miast zostało 9 kandydatów ugrupowania (pod koniec kadencji w 2018 dwóch z dziesięciu prezydentów miast z PiS znalazło się poza partią, a jedna prezydent z PiS wystartowała przeciw partii na kolejną kadencję).
4 grudnia w wyniku niejasnych okoliczności wydatków na podróż służbową z PiS odszedł poseł Zbigniew Girzyński (powrócił on do partii w 2019).
W wyniku wyborów uzupełniających do Senatu 8 lutego 2015 mandat po wybranej na komisarza unijnego senator PO Elżbiecie Bieńkowskiej objął kandydat PiS Czesław Ryszka.

### 2015–2023

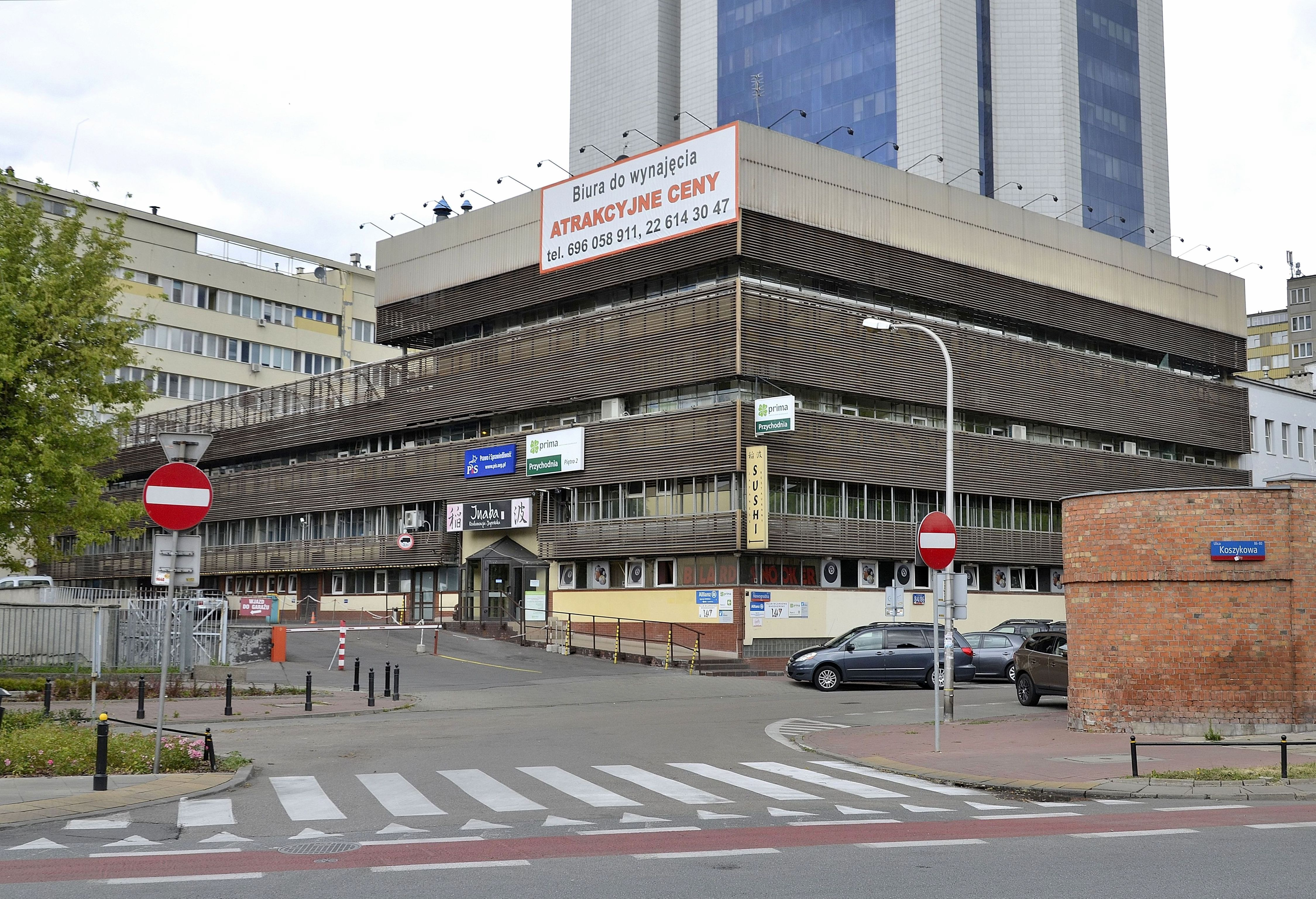
Budynek przy ul. Nowogrodzkiej 84/86, w którym znajduje się siedziba PiS

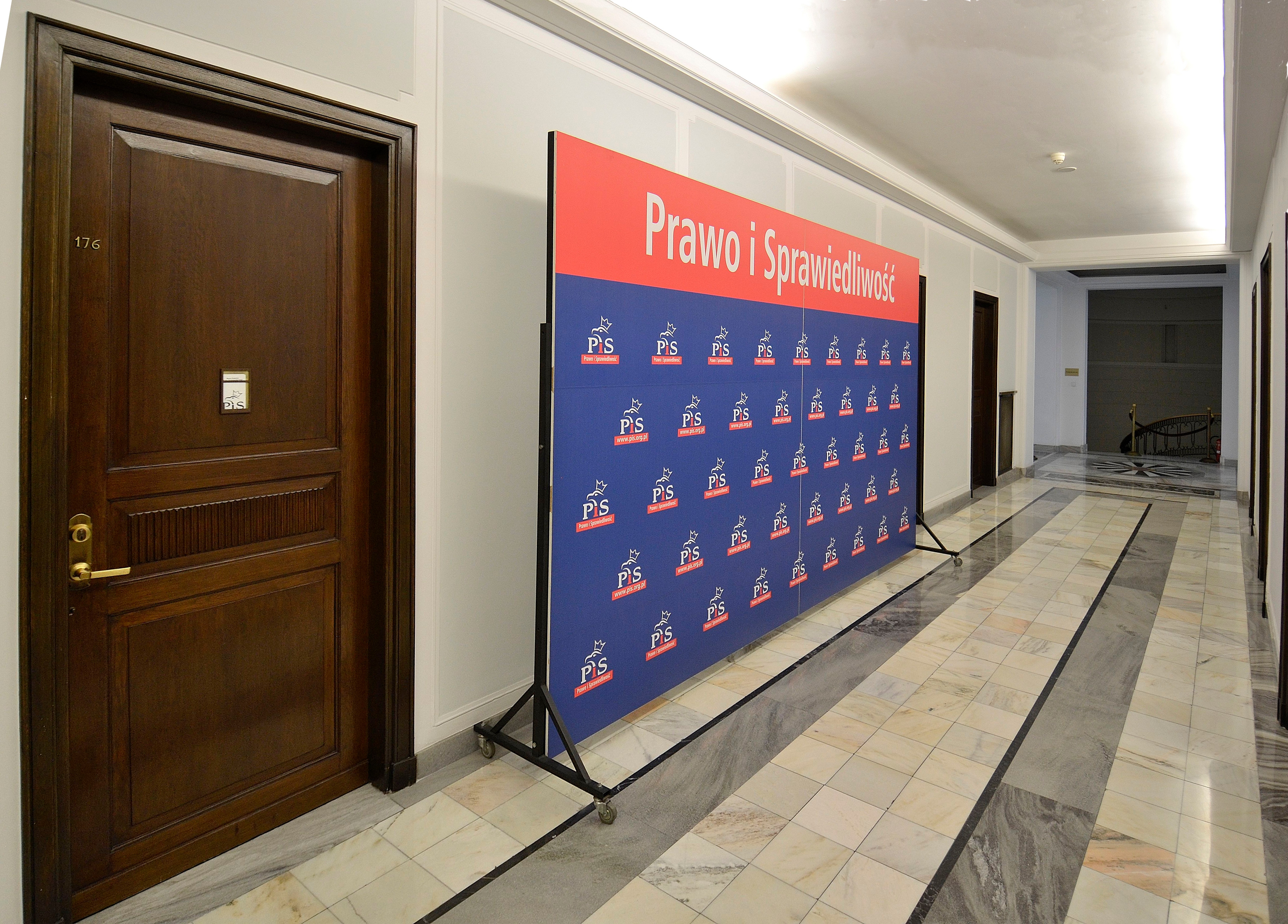
Siedziba Klubu Parlamentarnego Prawa i Sprawiedliwości w Sejmie

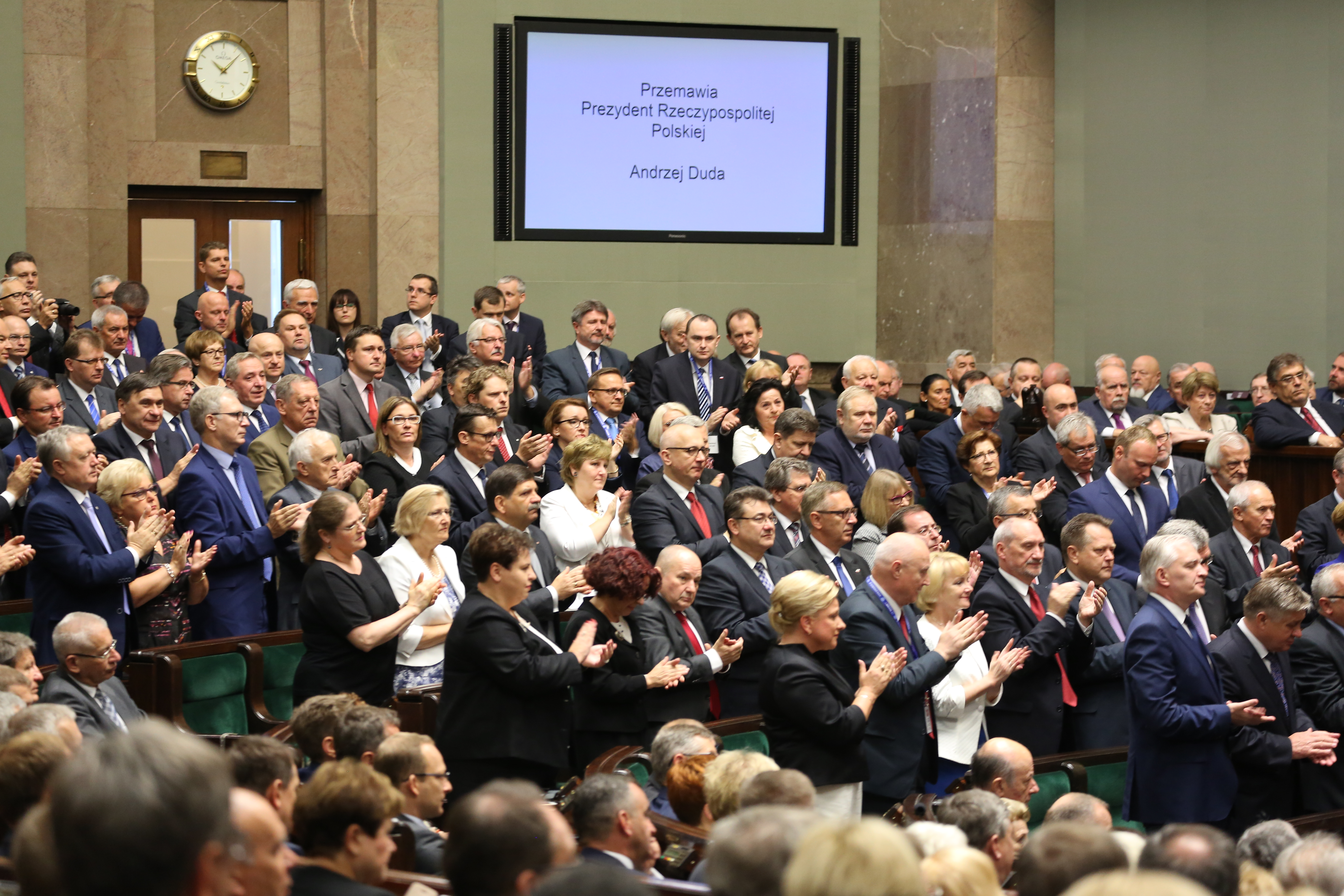
Posłowie PiS oraz Zjednoczonej Prawicy podczas przemówienia prezydenta Andrzeja Dudy w trakcie obrad Zgromadzenia Narodowego (6 sierpnia 2015)

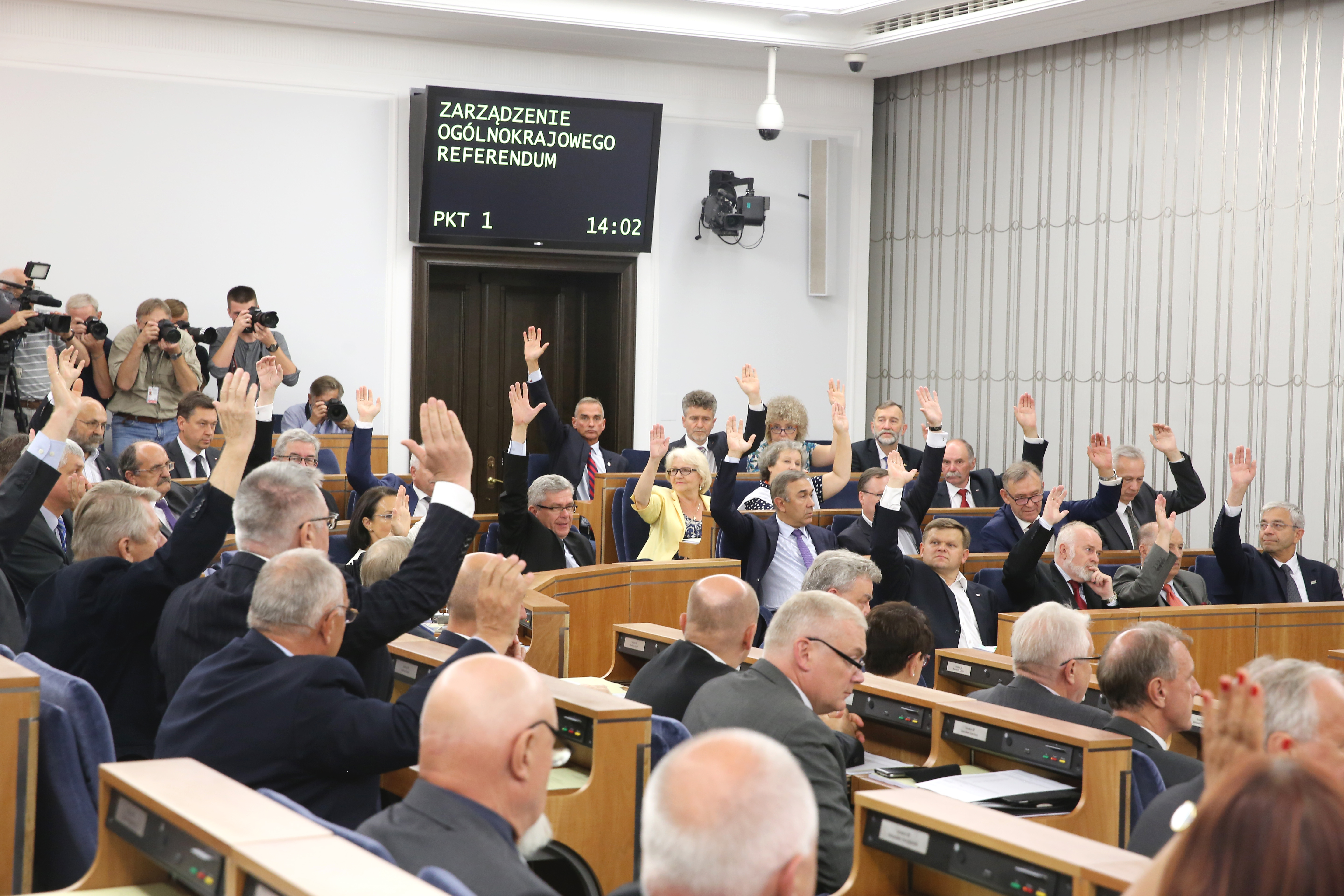
Senatorowie PiS podczas głosowania nad wnioskiem prezydenta o zarządzeniu w dniu 25 października 2015 ogólnokrajowego referendum (4 września 2015)

W wyborach prezydenckich w 2015 PiS wysunęło kandydaturę Andrzeja Dudy (wówczas eurodeputowanego). W pierwszej turze wyborów prezydenckich zdobył 5 179 092 głosy (tj. 34,76%) głosów i przeszedł do drugiej tury, w której zdobył 8 630 627 (tj. 51,55%) głosów, pokonując urzędującego prezydenta Bronisława Komorowskiego. Jego zaprzysiężenie na ten urząd odbyło się 6 sierpnia 2015.
20 czerwca 2015 podczas konwencji PiS, wiceprezes partii Beata Szydło została ogłoszona kandydatką formacji na premiera po jesiennych wyborach parlamentarnych.
W wyborach parlamentarnych w 2015 komitet wyborczy PiS uzyskał 37,58% głosów, zdobywając 235 mandatów poselskich. W Senacie komitet otrzymał 61 miejsc. Był to pierwszy przypadek w III RP, kiedy komitetowi wyborczemu przypadła większość miejsc w Sejmie (większość ta faktycznie nie przypadła jednak samej partii PiS, gdyż mandaty poselskie z jej list uzyskało kilkunastu przedstawicieli innych partii).
Działacze PiS w dniu pierwszego posiedzenia Sejmu VIII i Senatu IX kadencji, 12 listopada 2015, zostali marszałkami obu izb (odpowiednio Marek Kuchciński i Stanisław Karczewski). Następnego dnia prezydent RP Andrzej Duda desygnował na urząd premiera Beatę Szydło, a 16 listopada 2015 dokonał zaprzysiężenia jej rządu.
6 marca 2016 kandydatka PiS Anna Maria Anders wygrała wybory uzupełniające do Senatu (przeprowadzone w wyniku powołania Bohdana Paszkowskiego na wojewodę podlaskiego). 15 listopada tego samego roku do klubu PiS przeszedł jedyny senator PSL (niespełna rok później związał się on z Polską Razem). 3 stycznia 2017 PiS po raz kolejny opuścił (wówczas eurodeputowany) Kazimierz Michał Ujazdowski. 20 września 2017 do klubu parlamentarnego PiS przeszły posłanki Anna Siarkowska i Małgorzata Janowska, dotychczas reprezentujące koło poselskie stowarzyszenia „Republikanie”. Założyły jednocześnie Partię Republikańską (wyrejestrowaną w 2019). 11 października 2017 z klubu wykluczony został poseł Łukasz Rzepecki (przyjęty następnie do klubu Kukiz’15). W późniejszym okresie, oprócz posłów pozyskanych przez Porozumienie, do klubu PiS przystąpiła wiceminister rozwoju, posłanka Andżelika Możdżanowska (wybrana z listy PSL) oraz dwaj senatorowie, którzy kilka dni wcześniej odeszli z PO. W 2018 z PiS odszedł poseł Piotr Babiarz, natomiast do partii wstąpił dotychczasowy wiceprezes Porozumienia Marek Zagórski, a z WiS do klubu PiS przeszedł Ireneusz Zyska.
7 grudnia 2017 podczas posiedzenia Komitetu Politycznego partii podjęto decyzję o dymisji Beaty Szydło z funkcji premiera i wysunięto na tę funkcję kandydaturę dotychczasowego wicepremiera, ministra finansów i rozwoju Mateusza Morawieckiego, którego dzień później na urząd prezesa Rady Ministrów desygnował prezydent. Zaprzysiężenie rządu nastąpiło 11 grudnia. Poza zmianą premiera, jedyną zmianą w stosunku do poprzedniej Rady Ministrów podczas zaprzysiężenia było powołanie Beaty Szydło na wicepremiera. Szerszej rekonstrukcji rządu dokonano 9 stycznia 2018.
W wyborach samorządowych w 2018 komitet wyborczy PiS otrzymał najwięcej głosów w wyborach do sejmików (34,13%) oraz do rad powiatów (30,46%) i gmin. W wyborach do sejmików uzyskał 254 mandaty (około 40 z nich przypadło ugrupowaniom koalicyjnym, startującym z list PiS), wygrywając wybory w 9 z 16 województw, a zdobywając większość w 6 (w lubelskim, łódzkim, małopolskim, podkarpackim, podlaskim i świętokrzyskim). 4 kandydatów komitetu PiS wygrało wybory na prezydentów miast (w tym 2 należących do partii – w Stalowej Woli i Otwocku; ponadto związani z Porozumieniem kandydaci PiS wygrali w Zamościu i Chełmie). Oprócz Stalowej Woli i Otwocka członkowie PiS startujący z własnych komitetów zostali prezydentami Tomaszowa Mazowieckiego i Bełchatowa – jednak w Bełchatowie partia w obydwu turach poparła innych kandydatów. Najwięcej kandydatów PiS zostało natomiast wybranych na burmistrzów (62) i wójtów (168), jednak pod względem przynależności partyjnej więcej niż członków PiS (których było to odpowiednio 59 i 140) zostało wybranych członków innych partii (w przypadku burmistrzów PO i PSL, a w przypadku wójtów PSL). Różnice te są pochodną faktu, iż członkowie PiS w wyborach na niższych szczeblach z reguły startowali z ramienia komitetu partyjnego, podczas gdy członkowie PO i PSL w znacznej mierze z komitetów lokalnych. Po wyborach PiS znalazło się u władzy w 8 sejmikach (oprócz 6, w których komitet tej partii zdobył większość, w województwie dolnośląskim zawarło koalicję z Bezpartyjnymi Samorządowcami, a w śląskim z niezrzeszonym radnym, który opuścił Nowoczesną). Przedstawicielom partii przypadło 7 stanowisk marszałków województw.
Na początku 2019 wybuchła afera związana ze spółką „Srebrna”, której jednym z elementów stały się kontrowersje dotyczące powiązań działaczy PiS (na czele z prezesem partii Jarosława Kaczyńskim) ze spółką, co wzbudziło wątpliwości w kontekście ustawy o partiach politycznych, zabraniającej partiom prowadzenia działalności gospodarczej. W kwietniu do klubu PiS przystąpił Sylwester Chruszcz.
W wyborach do Parlamentu Europejskiego 26 maja 2019 PiS otrzymało 6 192 780 głosów (45,38%), odnosząc swoje pierwsze zwycięstwo w tego typu elekcji i otrzymując 26 mandatów (27 w przypadku sfinalizowania brexitu, do którego doszło w 2020) – 3 z nich przypadły jednak startującym z list PiS przedstawicielom Solidarnej Polski i Porozumienia.
W lipcu 2019 do klubu parlamentarnego PiS przystąpiło 3 posłów, którzy opuścili klub Kukiz’15. 9 sierpnia Marek Kuchciński został zastąpiony na funkcji marszałka Sejmu przez Elżbietę Witek.
W wyborach parlamentarnych w 2019 komitet wyborczy PiS uzyskał 43,59% głosów, zdobywając 235 mandatów poselskich. W Senacie komitet otrzymał 48 miejsc. Po raz drugi komitetowi wyborczemu Prawa i Sprawiedliwości przypadła większość miejsc w Sejmie (większość ta ponownie nie przypadła jednak samej partii PiS, gdyż mandaty poselskie z jej list uzyskało trzydziestu kilku przedstawicieli innych partii).
Już po wyborach, a przed upływem starej kadencji Sejmu, do klubu PiS przystąpiła związana wcześniej z WiS Małgorzata Zwiercan (która nie uzyskała reelekcji, startując z listy PiS).
W nowej kadencji Elżbieta Witek utrzymała funkcję marszałka Sejmu, natomiast w Senacie funkcja ta nie przypadła PiS ze względu na utratę większości przez klub partii w tej izbie. Premierem pozostał Mateusz Morawiecki, którego drugi rząd zaprzysiężono 15 listopada 2019.
W wyborach prezydenckich w 2020 PiS poparło prezydenta Andrzeja Dudę, który uzyskał reelekcję, pokonując w II turze Rafała Trzaskowskiego z PO. W I turze uzyskał 43,5%, a w II turze 51,03% głosów.
Po sporach wewnątrz koalicji rządzącej, 25 września 2020 prezesi PiS, Solidarnej Polski i Porozumienia podpisali nową umowę koalicyjną. 6 października doszło do rekonstrukcji rządu, w ramach której prezes PiS Jarosław Kaczyński został jego członkiem jako wicepremier.
24 listopada 2020 poseł Lech Kołakowski zrezygnował z członkostwa w PiS i opuścił klub parlamentarny partii (powrócił do klubu 1 lipca 2021 jako przedstawiciel Partii Republikańskiej, w której znalazło się kilku byłych posłów Porozumienia). Po tym, jak w międzyczasie klub PiS opuściło dwóch posłów Porozumienia, 25 czerwca 2021 klub utracił większość w niższej izbie parlamentu na skutek odejścia Arkadiusza Czartoryskiego, Zbigniewa Girzyńskiego i Małgorzaty Janowskiej, którzy utworzyli koło poselskie Wybór Polska. 7 lipca 2021 Arkadiusz Czartoryski dołączył do Partii Republikańskiej i powrócił do klubu PiS, który tym samym odzyskał większość w Sejmie. W dniach 11–12 sierpnia tego samego roku z koalicji rządowej wystąpiło Porozumienie, wskutek czego (pomimo pozostania w klubie pięciorga posłów, którzy opuścili tę partię i założyli następnie stowarzyszenie OdNowa RP) rząd Mateusza Morawieckiego formalnie przybrał charakter mniejszościowy. 1 października 2021 klub PiS zasiliła posłanka Monika Pawłowska, wcześniej reprezentująca Porozumienie (a początkowo Lewicę). 22 lutego następnego roku z klubu usunięty został senator Jan Maria Jackowski. Cztery miesiące później do rządu dołączyło posiadające koło poselskie stowarzyszenie Polskie Sprawy, w związku z czym koalicja rządząca odzyskała sejmową większość. 21 lipca 2023 klub opuściła posłanka Anna Siarkowska (od 2022 członkini Solidarnej Polski, od maja 2023 działającej jako Suwerenna Polska), przechodząc do Ruchu Narodowego i Konfederacji WiN.

### Od 2023
W wyborach parlamentarnych w 2023 komitet wyborczy PiS uzyskał 35,38% głosów, zdobywając 194 mandaty poselskie (ponownie najwięcej ze wszystkich komitetów, jednak tym razem nie uzyskując większości). W Senacie komitet otrzymał 34 miejsca (uzyskując drugą co do liczebności reprezentację, po Koalicji Obywatelskiej). Mandaty w Sejmie z list PiS uzyskało 25 przedstawicieli innych partii (Suwerennej Polski, Partii Republikańskiej i Kukiz15), a także sześcioro reprezentantów stowarzyszeń politycznych (OdNowy RP i Polskich Spraw). Kukiz’15 powołał odrębne koło poselskie. Klubowi PiS nie przypadło tym razem stanowisko marszałka Sejmu. 27 listopada zaprzysiężono trzeci rząd Mateusza Morawieckiego, który wskutek nieuzyskania wotum zaufania zakończył 13 grudnia 2023 urzędowanie, w związku z czym PiS przeszło do opozycji.
16 grudnia 2023 zdecydowano o wejściu w skład PiS Partii Republikańskiej (posiadającej 4 posłów i eurodeputowanego).
20 grudnia 2023, w związku ze skazaniem posłów Mariusza Kamińskiego i Macieja Wąsika przez sąd na karę dwóch lat więzienia w związku z ich udziałem w tzw. aferze gruntowej, wygasły ich mandaty poselskie.
W wyborach samorządowych w 2024 komitet wyborczy PiS otrzymał najwięcej głosów w wyborach do sejmików (34,27%) i do rad powiatów (29,94%). W wyborach do sejmików uzyskał 239 mandatów (z czego 11 przypadło kandydatom Suwerennej Polski), wygrywając wybory w 7 z 16 województw, a zdobywając większość w 4 (w lubelskim, małopolskim, podkarpackim i świętokrzyskim) – przedstawiciele PiS zostali tam wybrani na marszałków (w tym jedna działaczka OdNowy RP, która w tym samym roku także przystąpiła do PiS). We wszystkich 12 sejmikach, w których komitet PiS nie uzyskał większości mandatów, partia znalazła się w opozycji. Kandydaci PiS zostali wybrani na prezydentów Stalowej Woli i Jastrzębia-Zdroju, ponadto startujący z własnych komitetów członkowie PiS wygrali wybory na prezydentów Siedlec i Tomaszowa Mazowieckiego. Najwięcej spośród wszystkich ugrupowań kandydatów PiS zostało wybranych na burmistrzów i wójtów (przy czym wybory na wójtów wygrało więcej członków PSL).
W maju tego samego roku z PiS odszedł jeden z założycieli partii, eurodeputowany Krzysztof Jurgiel. W wyborach do Parlamentu Europejskiego 9 czerwca PiS zajęło 2. miejsce, po raz pierwszy od 10 lat nie uzyskując najlepszego wyniku w wyborach ogólnopolskich. Zdobyło 36,16% głosów, otrzymując 20 mandatów, z czego 2 uzyskali przedstawiciele Suwerennej Polski.
W lipcu 2024 z partii i jej klubu parlamentarnego odszedł poseł Jan Krzysztof Ardanowski, który zasiadł w kole Kukiz’15 (od października tego samego roku Wolni Republikanie) oraz współtworzył partię Wolność i Dobrobyt. W czerwcu 2025 z PiS i jego klubu odszedł poseł Sławomir Zawiślak, przechodząc do Konfederacji Korony Polskiej i współtworząc jej koło poselskie.
29 sierpnia 2024 PKW odrzuciła sprawozdanie finansowe Komitetu Wyborczego PiS z wyborów parlamentarnych 15 października 2023 ze względu na przyjęcie przez Komitet korzyści majątkowych o charakterze niepieniężnym (por. art. 132 §5 Kodeksu wyborczego). 11 grudnia 2024 nieuznawana m.in. przez europejskie sądy Izba Kontroli Nadzwyczajnej i Spraw Publicznych SN uwzględniła skargę PiS na tę decyzję. Pięć dni później PKW postanowiła odroczyć decyzję w sprawie finansów KW PiS do czasu systemowego rozwiązania kwestii statusu IKNiSP i zasiadających w niej sędziów. 30 grudnia PKW wydała uchwałę, w której z jednej strony zatwierdziła sprawozdanie finansowe KW PiS „w wykonaniu postanowienia Sądu Najwyższego z dnia 11 grudnia 2024”, a z drugiej strony podała w wątpliwość, czy „Izba Kontroli Nadzwyczajnej i Spraw Publicznych jest sądem w rozumieniu Konstytucji Rzeczypospolitej Polskiej” i czy jej orzeczenie jest skuteczne. Ponadto w listopadzie tego samego roku PKW odrzuciła sprawozdanie finansowe PiS za 2023 ze względu na przypadki nielegalnego finansowania kampanii wyborczej. W wyniku tej decyzji powstała możliwość utraty przez PiS trzyletniej subwencji na działalność partii, wynoszącej ponad 75 mln zł. W styczniu 2025 IKNiSP SN uchyliła również tę uchwałę.
12 października 2024 odbył się kongres PiS, na którym wprowadzono zmiany w strukturze oraz statucie partii i podjęto uchwałę o połączeniu z Suwerenną Polską poprzez wejście tej partii w skład PiS.
24 listopada 2024 na konwencji „Polska-Przyszłość” w Krakowie ogłoszono, iż kandydatem z poparciem PiS w wyborach prezydenckich w 2025 zostanie prezes Instytutu Pamięci Narodowej, Karol Nawrocki. W I turze wyborów 18 maja zajął on 2. miejsce, uzyskując 29,54% głosów. W II turze pokonał Rafała Trzaskowskiego z PO, otrzymując 50,89% głosów.
14 stycznia 2025 Mateusz Morawiecki został przewodniczącym Partii Europejskich Konserwatystów i Reformatorów.

## Program

### Dokumenty programowe
Prawo i Sprawiedliwość opublikowało następujące dokumenty programowe:
- „Program Prawa i Sprawiedliwości”, 2001[186];
- „IV Rzeczpospolita – sprawiedliwość dla wszystkich. Program 2005”, 2005[187];
- „Dbamy o Polskę, dbamy o Polaków. Program Prawa i Sprawiedliwości”, 2007[188];
- „Polska nowoczesna, Polska solidarna, Polska bezpieczna”, 2011[189];
- „Silne rolnictwo, zdrowa żywność, nowoczesna wieś. Program rolny Prawa i Sprawiedliwości”, IV Kongres Prawa i Sprawiedliwości, Warszawa, 15 lutego 2014;
- „Zdrowie, Praca, Rodzina. Program Prawa i Sprawiedliwości 2014”, 2014;
- „Myśląc Polska. Konwencja Programowa Prawa i Sprawiedliwości oraz Zjednoczonej Prawicy, Katowice, 3–5 lipca 2015 r. Materiały Konferencyjne”, oprac. P. Gliński, 2015;
- „Myśląc Polska, Prawo i Sprawiedliwość 2015–2019”, 2019;
- „Myśląc Polska, 5–7 lipca 2019 r., Katowice. Konwencja Programowa Prawa i Sprawiedliwości oraz Zjednoczonej Prawicy. Materiały Konferencyjne”, oprac. P. Gliński wraz z zespołem, 2019;
- „Polski model państwa dobrobytu. Program Prawa i Sprawiedliwości 2019”, KW Prawo i Sprawiedliwość, 2019;
- „Polski Ład”, Prawo i Sprawiedliwość, Solidarna Polska, 2021; „Polski Ład dla Polskiej Wsi”, 2021.

### Zagadnienia ustrojowe
Prawo i Sprawiedliwość opowiada się za „sanacją państwa” i budową tzw. IV Rzeczypospolitej. Propozycje partii sprowadzają się do oczyszczenia poprzez pozbycie się dziedzictwa PRL. Partia opowiada się za lustracją, dekomunizacją i odtajnieniem wszystkich dokumentów z okresu PRL.
PiS zaprezentowało całościowy projekt nowej konstytucji przewidujący m.in.: przyznanie prezydentowi prawa wydawania na wniosek Rady Ministrów rozporządzeń z mocą ustaw, zmniejszenie Sejmu i Senatu czy likwidację Rady Polityki Pieniężnej. Pomimo przedwyborczych zapowiedzi przywrócenia kary śmierci, przeprowadzenia lustracji majątkowej polityków oraz upublicznienia nazwisk wszystkich agentów peerelowskich służb specjalnych i dekomunizacji, a także zmniejszenia liczby mandatów w obu izbach parlamentu i wprowadzenia systemu semiprezydenckiego, partia nie zrealizowała tej części programu w okresie sprawowania władzy.

### Program gospodarczy
Prawo i Sprawiedliwość opowiada się za progresywną skalą podatkową. Wyrazem tego było m.in. poparcie dla propozycji wprowadzenia 50% stawki PIT w 2004. Natomiast w 2006 posłowie partii poparli redukcję stawek podatkowych do dwóch – 18 i 32%. W obecnym programie partia postuluje wprowadzenie trzeciej stawki podatkowej w wysokości 39% dla osób zarabiających powyżej 300 tys. zł (z wyłączeniem osób tworzących nowe miejsca pracy, a także podnoszenie kwoty wolnej od podatku do wysokości minimum egzystencji tj. około 6 tysięcy złotych rocznie).
PiS deklaruje wsparcie dla małych i średnich przedsiębiorstw poprzez m.in. obniżanie pozapłacowych kosztów pracy (tzw. klina podatkowego), do czego Sejm (m.in. głosami PiS) przyczynił się już w 2007 (obniżając składkę rentową) oraz likwidację barier biurokratycznych hamujących rozwój przedsiębiorczości (tzw. Pakiet Kluski, który nie został jednak poddany pod głosowanie).
Partia postuluje też gruntowną reformę finansów publicznych, m.in. likwidację jednostek budżetowych, funduszy celowych i gospodarstw pomocniczych i włączenie ich wydatków do budżetu, oraz wprowadzenie koncepcji budżetu zadaniowego. Ponadto proponuje wprowadzenie ulg podatkowych ze względu na ilość dzieci w rodzinie, utrzymanie zróżnicowanych stawek podatku VAT przy jednoczesnym obniżaniu stawki podstawowej, a także wprowadzenie możliwości odliczenia VAT przez finalnego odbiorcę robót budowlanych, rozliczanie VAT na zasadzie kasowej i wydłużenie okresu rozliczenia z 90 do 120 dni.
Ugrupowanie sprzeciwia się pochopnie przeprowadzanej prywatyzacji. Postuluje utrzymanie przez państwo kontroli nad spółkami o strategicznym znaczeniu, m.in. PZU. Sprzeciwia się też nadmiernym cięciom w wydatkach socjalnych. Popiera zachowanie bezpłatnej edukacji w szkołach podstawowych, średnich i na wyższych uczelniach państwowych, a także obecny system finansowania służby zdrowia. Proponuje wprowadzenie systemu gwarantowanych przez państwo kredytów mieszkaniowych. Opowiada się za szeroko pojętym programem wspierania polskiej rodziny. W tym celu proponuje opracowanie i przyjęcie kompleksowego programu polityki prorodzinnej. Partia jest przeciwko szybkiemu przyjęciu przez Polskę euro i wejściu do unii bankowej. PiS sprzeciwiało się odwróceniu skutków reformy emerytalnej zaproponowanym przez koalicję PO-PSL, czego wyrazem było głosowanie przeciwko ustawie.
W kwestii walki z bezrobociem partia postuluje m.in. obniżenie składki emerytalno-rentowej młodych pracowników o 50%, wsparcie dla przedsiębiorców z terenów zdegradowanych ekonomicznie na pokrycie praktyk absolwentów w wysokości 50% wynagrodzenia lub 25% w przypadku praktyki odpłatnej, czy też udzielanie kredytów na dogodnych warunkach ludziom młodym chcącym podjąć działalność gospodarczą i tworzącym co najmniej dwa miejsca pracy.
W kampanii wyborczej poprzedzającej wybory prezydenckie i parlamentarne w 2015 partia i jej kandydaci złożyli obietnicę ustawowego uregulowania problemu tzw. frankowiczów.

### Polityka zagraniczna
Prawo i Sprawiedliwość od początku opowiada się za uczestnictwem Polski w strukturach Unii Europejskiej. W czasie kampanii przed referendum namawiało ludzi do poparcia członkostwa. Kolejnym kierunkiem polskiej polityki zagranicznej w wizji Prawa i Sprawiedliwości miały być Stany Zjednoczone. Realizując politykę proamerykańską w okresie trwania rządów, PiS zwiększyło udział polskiego kontyngentu wojskowego w Afganistanie. Zapowiadano utrzymanie możliwie bliskich związków z USA. W dalszej kolejności podkreślał wagę stosunków z sąsiadami z Europy Środkowej i Wschodniej.
Na początku rządów w listopadzie 2005 Rosja nałożyła embargo na import na polskiego mięsa i wyrobów roślinnych. Rok później polska minister spraw zagranicznych Anna Fotyga zawetowała rozpoczęcie negocjacji nowej umowy pomiędzy Rosją a Unią Europejską. Wybrany z ramienia PiS prezydent Lech Kaczyński odmówił udziału w spotkaniu przywódców trójkąta weimarskiego z powodu kłopotów zdrowotnych (choć nieoficjalnym powodem był obraźliwy artykuł w „Die Tageszeitung” na temat braci Kaczyńskich i ich matki Jadwigi).
PiS poparło udział polskich żołnierzy w operacji w Iraku i sprzeciwiało się ich natychmiastowemu wycofaniu.
Weto spowodowało opowiedzenie się Unii Europejskiej po stronie Polski podczas szczytu Unia Europejska-Rosja w Samarze, ale nie doprowadziło do zniesienia embarga za rządów PiS. W grudniu tego samego roku rząd podjął decyzję o budowie gazoportu. Osłabieniu pozycji Rosji miała służyć decyzja PKN Orlen o zakupie rafinerii w Możejkach, z uwagi na konieczność modernizacji, m.in. kładzenia torów i tajemniczych awarii, inwestycja okazała się deficytowa.
Prawo i Sprawiedliwość w większości opowiedziało się w 2007 za traktatem lizbońskim, popierając decyzję Lecha Kaczyńskiego o przystąpieniu do protokołu brytyjskiego. W okresie sprawowania władzy rząd Jarosława Kaczyńskiego podjął oficjalne rozmowy o budowie w Polsce elementów tarczy antyrakietowej.

### Kwestie społeczne

#### Aborcja
Partia nie popiera legalności aborcji. Będąc w opozycji, PiS opowiadało się dodatkowo w 2012 za delegalizacją aborcji w przypadkach częściowego uszkodzenia płodu. W 2016, w wyniku protestów zwanych „czarnym poniedziałkiem”, większość posłów rządzącego wówczas PiS odrzuciło po negatywnej rekomendacji Sejmowej Komisji Zdrowia obywatelski projekt zakładający całkowity zakaz aborcji. Rząd Beaty Szydło wprowadził natomiast program pomocowy dla rodziców niepełnosprawnych dzieci program „Za Życiem”, oferujący 4000 zł zasiłku dla rodziców narodzonego chorego dziecka oraz pomoc doraźną. Wicemarszałek Sejmu i szef KP PiS Ryszard Terlecki w 2017 podpisał się pod Inicjatywą Ustawodawczą „Zatrzymaj aborcję” Fundacji Życie i Rodzina. 27 października 2017 do Trybunału Konstytucyjnego trafił wniosek posła Bartłomieja Wróblewskiego, podpisany m.in. przez 100 posłów PiS, o zbadanie zgodności przesłanki embriopatologicznej przerwania ciąży z Konstytucją RP.

#### Pozostałe kwestie społeczne
Partia sprzeciwia się legalizacji eutanazji, narkotyków, a także rejestracji związków partnerskich oraz małżeństw osób tej samej płci. Radni PiS popierali w niektórych województwach, powiatach i gminach przyjęcie lokalnych deklaracji dotyczących tzw. stref wolnych od ideologii LGBT. Partia sprzeciwiała się również przyjęciu uchodźców zgodnie z planem relokacji imigrantów Unii Europejskiej z lat 2015–2017, odwracając relację ofiara-krzywdziciel oraz budując dychotomię my-oni, przez co umocniony został negatywny stosunek do uchodźców istotnej części społeczeństwa polskiego.

### Polityka karna
PiS opowiada się za zwiększeniem praw dla ofiar przestępstw i zaostrzeniem kar dla przestępców, w szczególności za przestępstwa przeciwko życiu, zdrowiu i mieniu. Jest także za przywróceniem kary śmierci. Ugrupowanie przeforsowało w czasie swoich rządów utworzenie Centralnego Biura Antykorupcyjnego.

### Polityka historyczna
Wedle partii polityka prowadzona przez rząd nie może ograniczać się do kwestii gospodarczych czy społecznych, ale niezbędna jest również polityka historyczna, a więc działania mające na celu narzucenie jednej obowiązującej interpretacji wydarzeń historycznych i przedstawienie ich, zarówno w kraju, jak i poza jego granicami, w postaci jednej wybranej narracji. PiS krytykuje w tej sprawie swych poprzedników u władzy, głosząc, że uosabiające liberalne elity rządy koalicji PO-PSL przystały na niewłaściwą, pozbawioną godności i dumy wersję historii Polski na modłę Unii Europejskiej (zgodnej raczej ze zdystansowanymi, racjonalnymi ustaleniami naukowców niż z odczuciami samych Polaków), zarzucając im kompleks niższości.
W swojej wizji historii PiS odwołuje się do odgrywającego znaczną rolę w polskiej świadomości romantyzmu, który, krótkotrwały i przemijający w Europie Zachodniej, odcisnął trwałe, dostrzegalne do dzisiaj piętno na sposobie myślenia i działania Polaków. Istotne znaczenie ma tutaj poczucie bycia niezrozumianym przez ludzi innych narodowości, postrzeganie Polski jako mickiewiczowskiego „Chrystusa narodów” – nowego „narodu wybranego”, którego kultura, historia i wręcz samo istnienie były ciągle zagrożone, poczynając od zaborów. Prawo i Sprawiedliwość podkreśla tutaj szczególne, bohaterskie dokonania wybranych postaci historycznych, w szczególności żołnierzy wyklętych oraz stara się uniemożliwić ich krytykę, postrzeganą jako wymierzoną w dobre imię Polski. Proponuje ściganie za postrzegane w kategoriach ataku błędy takie, jak sformułowanie „polskie obozy koncentracyjne”, czy też za niezgodne z postrzeganym przez członków partii przedstawienia historii, jak podkreślanie antysemityzmu niektórych członków Armii Krajowej czy ludności cywilnej, w szczególności odmawiając przyznania roli Polaków w wydarzeniach w Jedwabnem. Potępia natomiast postacie historyczne niepasujące do tej narracji, jak choćby zaangażowany w młodości w obronę komunizmu profesor Zygmunt Bauman czy Lech Wałęsa, którego rolę w „Solidarności” PiS stara się zastąpić postacią niezbyt zauważanego przez historyków w tym zakresie założyciela tej partii Lecha Kaczyńskiego. Szczególnie sprzeciwia się ukazywaniu wydarzeń innych niż zgodne z romantyczną, heroiczną narracją ukazującą Polaków-katolików jedynie jako ofiary bądź bohaterów, także dotyczących relacji polsko-żydowskich. Z jednej strony rozwija pamięć o polskich sprawiedliwych wśród narodów świata, z drugiej pomija trudniejsze kwestie, wydarzenia, w których Polacy występowali w innych rolach, czego przykładem kwestia pogromu w Jedwabnem, odpowiedzialnością za które partia obarcza jedynie Niemców. Wbrew opiniom niektórych krytyków PiS nie prezentuje poglądów jawnie antysemickich, raczej dostosowuje przekaz do odbiorcy, nastrojów społecznych i doraźnych celów politycznych, jak w przemowie Jarosława Kaczyńskiego na 75. rocznicę spalenia Wielkiej Synagogi w Białymstoku, gdzie przedstawiał Izrael jako ostoję europejskiej kultury zagrożoną przez nienazwanych bezpośrednio innych, w domyśle muzułmanów, co wpisywało się w antyimigrancką politykę podsycania islamofobii prowadzoną w tym czasie przez partię.
Politykę historyczną partia proponuje prowadzić poprzez tworzenie zgodnych z jej interpretacją historii filmów historycznych, promowanie ich, a nawet wyciąganie konsekwencji wobec podmiotów odmawiających włączenia się w tę działalność, czego przykładem były zapowiedzi ministra Piotra Glińskiego wobec Festiwalu Polskich Filmów Fabularnych w Gdyni, który odmówił wyświetlenia filmu patriotycznego Historia Roja, preferując filmy o większej wartości artystycznej. Historię promować mogą również czasopisma czy dodatki historyczne, a także odzież patriotyczna. PiS stara się wymusić na muzeach odpowiednie ukazywanie heroizmu polskich żołnierzy zamiast skupienia na cierpieniach ludności cywilnej czy podkreślaniu uniwersalności ludzkiego cierpienia na wojnie, nawet wbrew opiniom historyków, jak w przypadku Muzeum II Wojny Światowej w Gdańsku.

## Główne działania PiS w okresie sprawowania rządów (2015–2023)
Od 2015 do 2023 partia, posiadając jako klub większość w Sejmie (i w kadencji 2015–2019 również w Senacie) oraz wyłonione przez siebie rządy Beaty Szydło i Mateusza Morawieckiego, przeprowadziła (przy udziale wywodzącego się z PiS prezydenta Andrzeja Dudy) następujące działania:
- zniesienie obowiązku szkolnego sześciolatków[232];
- przebudowa począwszy od stycznia 2016 systemu służby cywilnej, m.in. poprzez odejście od konkursów na wyższe stanowiska (jest ich ok. 1600) na rzecz powoływania na te stanowiska[233];
- wprowadzenie podatku od niektórych instytucji finansowych (tzw. podatku bankowego)[234];
- ograniczenie od 30 kwietnia 2016 prawa zakupu ziemi rolnej przez osoby inne niż rolnicy i zakaz obrotu ziemią będącą w zasobach państwowych dokonane m.in. przez ustawę o wstrzymaniu sprzedaży nieruchomości Zasobu Własności Rolnej Skarbu Państwa[235];
- wprowadzenie programu „Rodzina 500 plus” obejmującego przyznawanie świadczeń na częściowe pokrycie kosztów związanych z zaspokojeniem potrzeb życiowych oraz wychowaniem dziecka[236];
- połączenie urzędów Prokuratora Generalnego i Ministra Sprawiedliwości[237], czego następstwem było upolitycznienie prokuratury[238];
- wprowadzenie tzw. ustawy antyterrorystycznej oraz ustawy o zmianie ustawy o Policji oraz niektórych innych ustaw (nazywanej przez część mediów i opozycję parlamentarną „ustawą inwigilacyjną”) regulującej działania służb w zakresie kontroli operacyjnej i dostępu do danych telekomunikacyjnych[239][240];
- ograniczenie uprawnień Krajowej Rady Radiofonii i Telewizji i przekazanie części jej uprawnień do utworzonej w 2016 Rady Mediów Narodowych[241], ponadto przeniesienie kompetencji wyboru prezesów TVP i Polskiego Radia z KRRiT do ministra skarbu państwa[242] (zmiany skutkowały upolitycznieniem mediów publicznych, które w 2019 zostały określone przez Zgromadzenie Parlamentarne Rady Europy jako „w sposób bezczelny pozostające propagandowym kanałem partii rządzącej”[243]);
- wprowadzenie podatku od sprzedaży detalicznej (tzw. podatku handlowego) i zawieszenie jego poboru do zakończenia 2017[244];
- zawarcie w grudniu 2016 przez ministra kultury i dziedzictwa narodowego Piotra Glińskiego umowy z Adamem Karolem Czartoryskim o zapłacie 100 mln euro za zbiory Fundacji Książąt Czartoryskich (w 2018 Fundacja swój majątek przekazała innej fundacji w Liechtensteinie)[245][246];
- przyjęcie ustaw dotyczących Trybunału Konstytucyjnego i podjęcie działań, które według polityków PiS miały docelowo zakończyć kryzys wokół TK[247][248][249][250];
- zakup oprogramowania szpiegującego Pegasus z Funduszu Sprawiedliwości[251][252];
- uchwalenie ustawy przewidującej obniżenie od 1 października 2017 wieku emerytalnego do 60 lat dla kobiet i 65 lat dla mężczyzn[253];
- wdrożenie reformy systemu oświaty likwidującej gimnazja[254];
- zmiana ustawy o ochronie przyrody, która zezwalała od 1 stycznia 2017 właścicielom nieruchomości na wycinkę rosnących na nich drzew bez zezwolenia, jeśli nie było to związane z działalnością gospodarczą. Ustawa, określana mianem lex Szyszko (od nazwiska ówczesnego ministra środowiska Jana Szyszki), wywołała protesty społeczne, które doprowadziły w maju 2017 do jej ponownej nowelizacji, wprowadzającej ograniczenia w wycince drzew[255][256][257];
- uchwalenie 24 lutego 2017 specustawy w sprawie kanału przez Mierzeję Wiślaną[258];
- do marca 2017 dokonano szerokiej wymiany najwyższych kadr w Siłach Zbrojnych, która w Sztabie Generalnym objęła 90 proc. stanowisk; oblicza się, że za rządów PiS ze stanowisk odeszło 30 generałów i 250 pułkowników[259]; zwolnienia dotyczą także znaczącej liczby przedstawicieli wyższej kadry uczelni wojskowych, w tym Akademii Sztuki Wojennej[260];
- w marcu 2017 rząd Beaty Szydło przedstawił polskiego kandydata na stanowisko przewodniczącego Rady Europejskiej Jacka Saryusza-Wolskiego (dotychczasowego polityka PO). Był on jedynym kontrkandydatem dla starającego się o reelekcję Donalda Tuska, którego ostatecznie wybrano 9 marca 2017 w głosowaniu na drugą 2,5-letnią kadencję z poparciem wszystkich państw UE oprócz Polski[261];
- znowelizowanie prawa o zgromadzeniach wprowadzające m.in. pierwszeństwo zgromadzeń cyklicznych[262][263];
- uchwalenie przepisów ustanawiających tzw. sieć szpitali, stanowiących element wdrażanej reformy systemu ochrony zdrowia (ustawa z 23 marca 2017)[264];
- w 2017 ustanowiono Komisję do spraw usuwania skutków prawnych decyzji reprywatyzacyjnych dotyczących nieruchomości warszawskich (tzw. Komisję Weryfikacyjną)[265];
- 2 czerwca 2017 reprezentowana przez Witolda Waszczykowskiego Polska została wybrana na niestałego członka Rady Bezpieczeństwa ONZ kadencji 2018–2019 z poparciem 190 krajów członkowskich[266];
- w lipcu 2017 z inicjatywy posłów PiS Sejm uchwalił ustawę o Sądzie Najwyższym, ustawę o Krajowej Radzie Sądownictwa oraz ustawę o zmianie ustawy – Prawo o sądach powszechnych, co spotkało się z szerokimi protestami społecznymi; ustawę o sądach powszechnych prezydent Andrzej Duda podpisał i została opublikowana 28 lipca 2017[267][268]; 31 lipca 2017 prezydent złożył weto wobec ustaw o SN i o KRS (wniosku prezydenta Sejm nie rozpatrzył)[269][270];
- utworzenie w 2017 Narodowego Instytutu Wolności – Centrum Rozwoju Społeczeństwa Obywatelskiego[271];
- utworzenie w 2017 Instytutu Solidarności i Męstwa[272];
- w 2017 wprowadzono przepisy ustawowe umożliwiające karanie posłów za „naruszanie powagi Sejmu” (analogiczne w stosunku do senatorów)[273];
- w latach 2015–2017 odwołano z placówek dyplomatycznych ponad 60 procent ambasadorów[274];
- wprowadzenie zakazu handlu w niedziele (od marca 2018 zakazem objęto pierwsze i ostatnie niedziela miesiąca, w 2019 trzy niedziele w miesiącu, a w 2020 prawie wszystkie)[275];
- uchwalenie ustaw z 8 grudnia 2017 o Sądzie Najwyższym i Krajowej Radzie Sądownictwa przewidujących m.in. składanie do SN skarg nadzwyczajnych na prawomocne wyroki polskich sądów z ostatnich 20 lat, powołanie dwóch nowych izb w SN (Kontroli Nadzwyczajnej i Spraw Publicznych oraz Dyscyplinarnej) i wybór wszystkich członków KRS przez Sejm[276]; ustawy te stały się podstawą kryzysu wokół Sądu Najwyższego[277];
- dokonane w 2017 zmiany w kodeksie wyborczym przewidujące m.in. wydłużenie od 2018 kadencji władz samorządowych z 4 do 5 lat, ograniczenie możliwości sprawowania funkcji wójta, burmistrza i prezydenta miasta do dwóch kadencji (licząc od 2018), powoływanie członków Państwowej Komisji Wyborczej przez Sejm i podporządkowanie Krajowego Biura Wyborczego ministrowi spraw wewnętrznych[278];
- wprowadzenie od 1 stycznia 2018 tzw. minimalnego podatku od nieruchomości komercyjnych[279];
- nowelizacja w styczniu 2018 ustawy o Instytucie Pamięci Narodowej – Komisji Ścigania Zbrodni przeciwko Narodowi Polskiemu określająca odpowiedzialność karną za publiczne i wbrew faktom przypisywanie Narodowi Polskiemu lub Państwu Polskiemu odpowiedzialność za zbrodnie III Rzeszy lub za inne zbrodnie przeciwko i ludzkości; nowe przepisy wywołały protesty ze strony Izraela i USA[280]. Pod naciskiem m.in. tych państw zawarte w ustawie przepisy o odpowiedzialności karnej zostały uchylone przez ustawę nowelizującą 27 czerwca 2018[281];
- wzniesienie i odsłonięcie 10 kwietnia 2018 na placu marsz. Józefa Piłsudskiego w Warszawie Pomnika Ofiar Tragedii Smoleńskiej 2010 roku, co połączono z zakończeniem trwających w latach 2010–2018 obchodów tzw. miesięcznic smoleńskich na ul. Krakowskie Przedmieście w Warszawie[282];
- uchwalenie w maju 2018 ustawy o Centralnym Porcie Komunikacyjnym[283];
- uchwalenie 20 lipca 2018 ustawy zmieniającej przepisy kodeksu wyborczego dotyczące wyborów do Parlamentu Europejskiego, dokonującej m.in. zwiększenia liczby okręgów wyborczych do 13 i podniesienia realnego progu wyborczego szacunkowo nawet do 16,5% (próg dopuszczany przez prawo europejskie to 5%); zmiany te mogły uniemożliwić więc komitetom wyborczym o mniejszym poparciu zdobycie mandatów deputowanych[284]. 17 sierpnia 2018 ustawę zawetował prezydent Andrzej Duda[285];
- uchwalenie 4 października 2018 ustawy o pracowniczych planach kapitałowych wprowadzającej prywatny, dobrowolny system oszczędzania na dodatkową emeryturę[286];
- uchylenie ustawy z 25 lipca 2014 o podatku węglowodorowym[287];
- uchwalenie 20 grudnia 2019 ustawy wprowadzającej restrykcje dotyczące odpowiedzialności dyscyplinarnej sędziów[288];
- uchwalenie 13 lutego 2020 ustawy o tzw. trzynastej emeryturze[289];
- uchwalenie 14 lutego 2020 ustawy o opłacie cukrowej i opłacie od napojów alkoholowych o objętości nieprzekraczającej 300 ml, tzw. małpek[290][291];
- uchwalenie 2 marca 2020 specustawy koronawirusowej w związku z pandemią COVID-19[292];
- uchwalenie 11 marca 2022 ustawy o obronie ojczyzny[293];
- pomoc wojskowa dla Ukrainy walczącej z rosyjską inwazją[294];
- decyzja o zakazie wwozu ukraińskiego zboża do Polski we wrześniu 2023[295];
- wprowadzenie programów społecznych takich jak: Dobry Start, 13. i 14. emerytura[296][297], Opieka 75 plus, Rodzinny Kapitał Opiekuńczy[298], część bezpłatnych leków dla seniorów 75+[299][300], matczyne emerytury Mama 4+[301] oraz mający w założeniu wspierać osoby z niepełnosprawnościami i ich rodziny program „Za życiem”[302][303].

## Symbolika
Prawo i Sprawiedliwość posługuje się kolorem czerwonym i ciemnym błękitem. Znak graficzny partii stanowi głowa orła białego w koronie. Poprzednim logotypem używanym do 2005 był kolorowy napis „PiS” z podpisem u dołu „Prawo i Sprawiedliwość”.

## Struktura i działacze

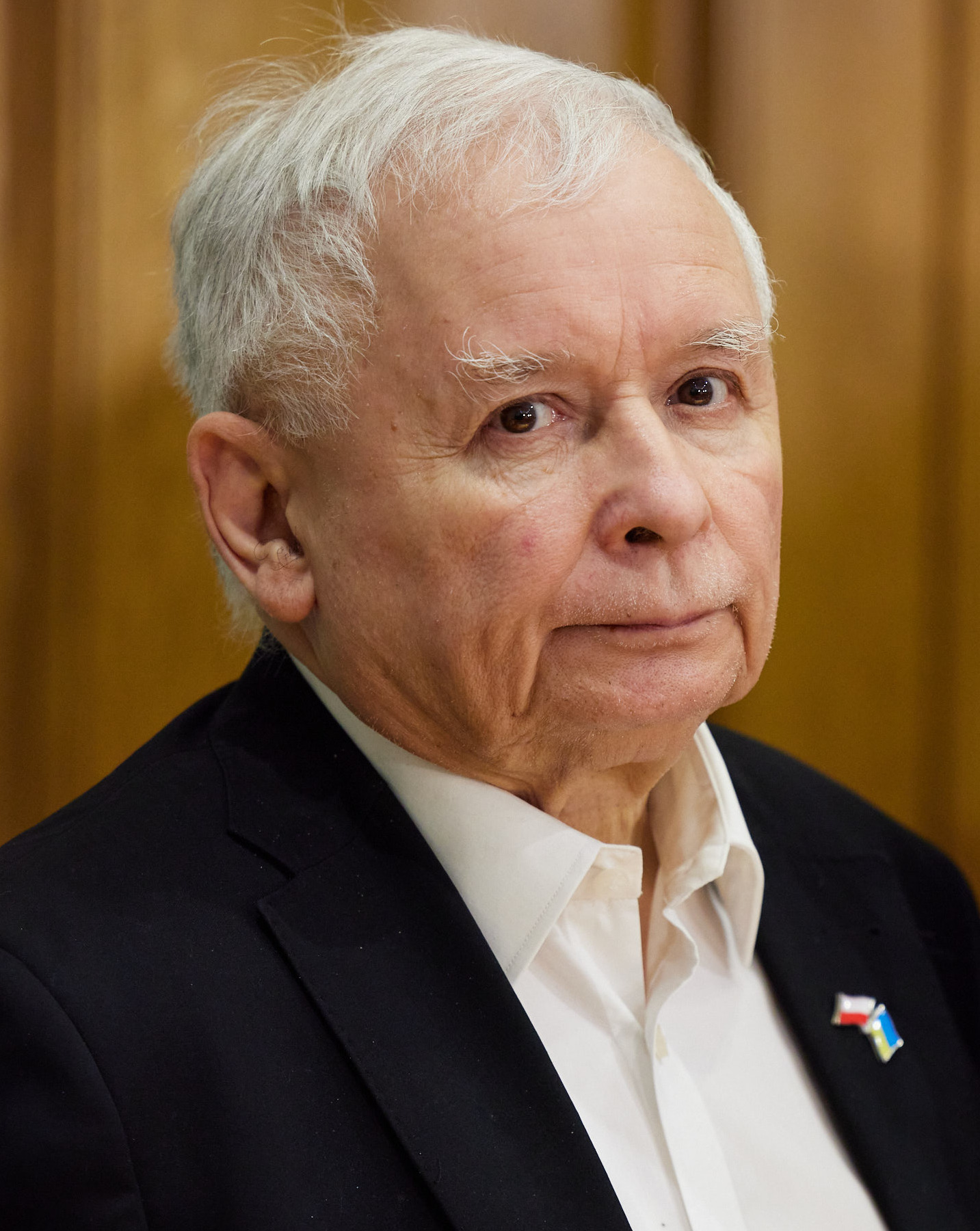
Jarosław Kaczyński, prezes Prawa i Sprawiedliwości od 2003, premier w latach 2006–2007

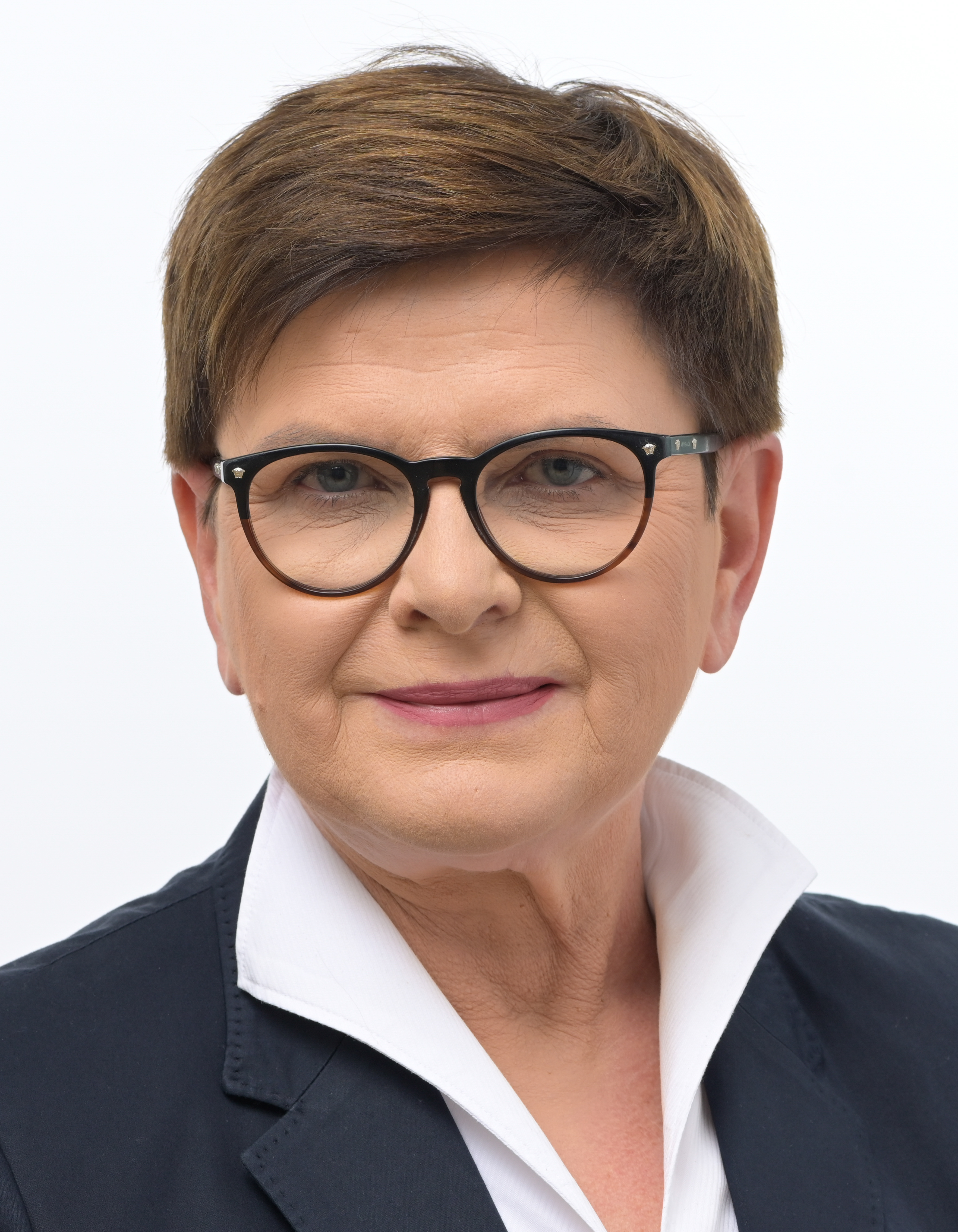
Beata Szydło, premier z ramienia Prawa i Sprawiedliwości w latach 2015–2017

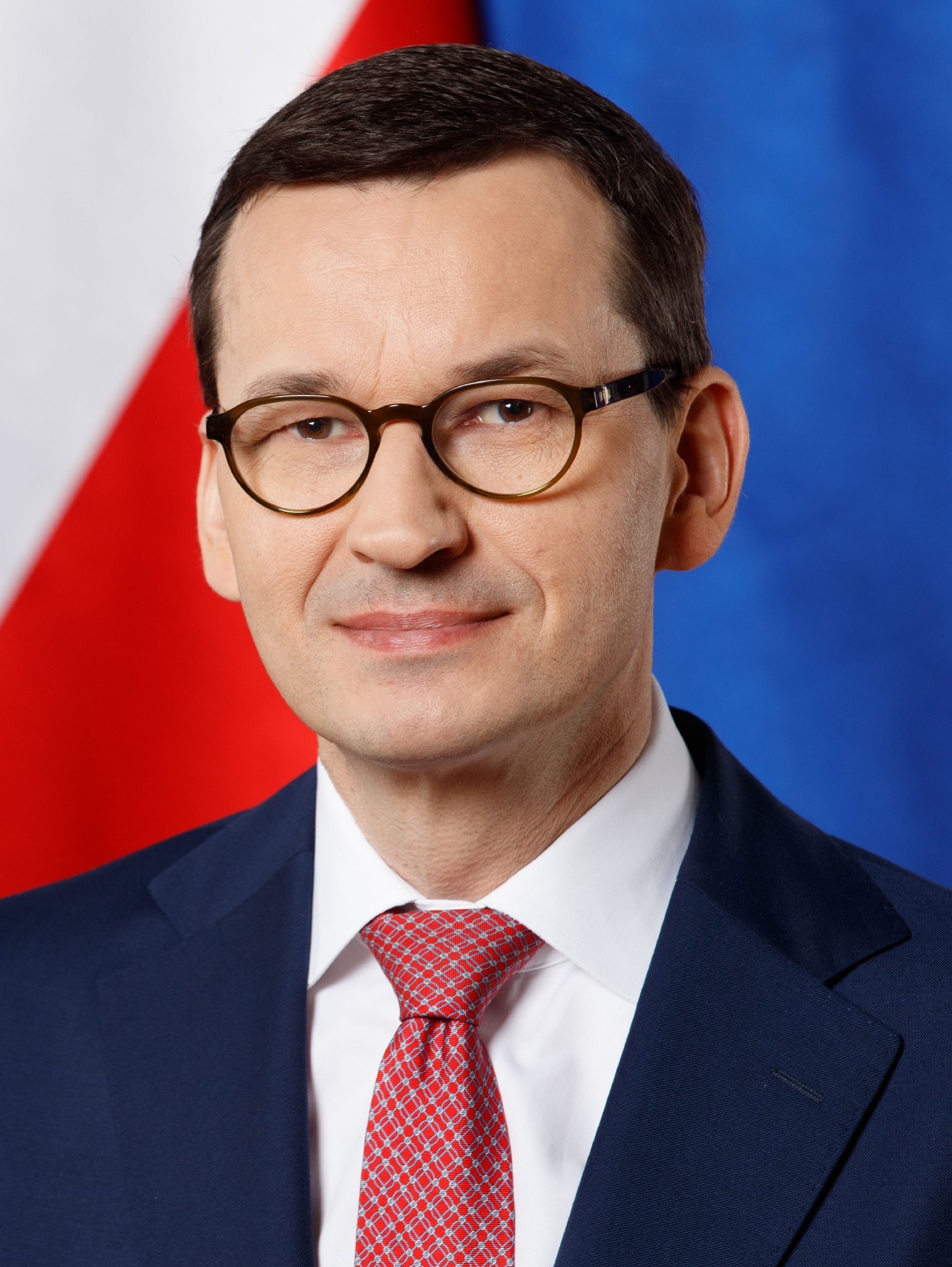
Mateusz Morawiecki, premier z ramienia Prawa i Sprawiedliwości w latach 2017–2023

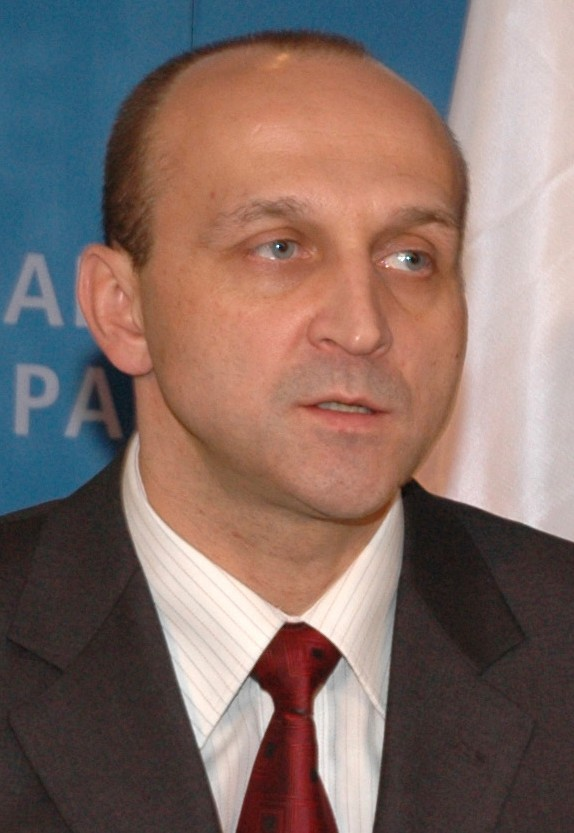
Kazimierz Marcinkiewicz, premier z ramienia Prawa i Sprawiedliwości w latach 2005–2006

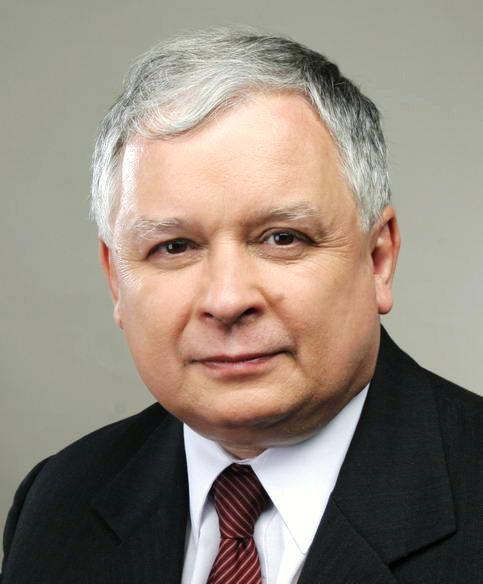
Prezydent Lech Kaczyński wybrany w wyborach w 2005 i pierwszy prezes PiS

W Prawie i Sprawiedliwości działają politycy zaliczani do różnych nurtów prawicowych, najwięcej z nich wywodzi się z PC. Z PiS związała się część dawnych działaczy antykomunistycznych, m.in. Antoni Macierewicz czy były senator klubu tej partii Zbigniew Romaszewski. PiS postrzegane jest przez część publicystów jako partia „postsolidarnościowa”, czyli odwołująca się do tradycji „Solidarności” sprzed 1989.

### Organizacja
W skład władz krajowych partii wchodzą 4 organy: Prezydium partii, Rada Polityczna, Komitet Polityczny oraz Komitet Wykonawczy. Organizacja młodzieżowa partii to Forum Młodych PiS.

### Komitet Polityczny PiS
Prezes:
- Jarosław Kaczyński

Wiceprezesi:
- Mariusz Błaszczak (przewodniczący Klubu Parlamentarnego)
- Tobiasz Bocheński
- Joachim Brudziński
- Przemysław Czarnek
- Patryk Jaki
- Anna Krupka
- Antoni Macierewicz
- Mateusz Morawiecki
- Beata Szydło
- Elżbieta Witek
- Zbigniew Ziobro

Sekretarz generalny:
- Piotr Milowański

Skarbnik:
- Henryk Kowalczyk

Rzecznik dyscypliny partyjnej:
- Karol Karski

Pozostali członkowie:
- Andrzej Adamczyk
- Marek Ast
- Barbara Bartuś
- Adam Bielan
- Rafał Bochenek
- Zbigniew Bogucki
- Joanna Borowiak
- Anita Czerwińska
- Przemysław Drabek
- Jan Dziedziczak
- Piotr Gliński
- Marek Gróbarczyk
- Stanisław Karczewski
- Beata Kempa
- Janusz Kowalski
- Leonard Krasulski
- Marek Kuchciński
- Ewa Leniart
- Joanna Lichocka
- Krzysztof Lipiec
- Marzena Machałek
- Ewa Malik
- Aleksander Mrówczyński
- Anna Paluch
- Marek Pęk
- Zbigniew Rau
- Jacek Sasin
- Marek Suski
- Wojciech Szarama
- Andrzej Śliwka
- Krzysztof Tchórzewski
- Ryszard Terlecki
- Marek Wesoły
- Michał Woś
- Michał Wójcik
- Bartłomiej Wróblewski
- Jarosław Zieliński
- Tomasz Zieliński

### Prezesi Prawa i Sprawiedliwości
| Portret | Imię i nazwisko    | Od               | Do               |
| ------- | ------------------ | ---------------- | ---------------- |
|         | Lech Kaczyński     | 29 maja 2001     | 18 stycznia 2003 |
|         | Jarosław Kaczyński | 18 stycznia 2003 | nadal            |

#### Honorowy prezes PiS
- Lech Kaczyński – od 18 stycznia 2003 do 3 czerwca 2006 (zrezygnował po wyborze na Prezydenta RP)

### Klub Parlamentarny PiS
Przewodniczący:
| Portret | Imię i nazwisko         | Od                  | Do                  |
| ------- | ----------------------- | ------------------- | ------------------- |
|         | Kazimierz Marcinkiewicz | 5 lipca 2001        | 5 października 2001 |
|         | Jarosław Kaczyński      | 5 października 2001 | 19 grudnia 2002     |
|         | Ludwik Dorn             | 19 grudnia 2002     | 3 listopada 2005    |
|         | Przemysław Gosiewski    | 3 listopada 2005    | 19 lipca 2006       |
|         | Marek Kuchciński        | 19 lipca 2006       | 13 listopada 2007   |
|         | Przemysław Gosiewski    | 13 listopada 2007   | 6 stycznia 2010     |
|         | Grażyna Gęsicka         | 6 stycznia 2010     | 10 kwietnia 2010    |
|         | Marek Kuchciński (p.o.) | 10 kwietnia 2010    | 3 sierpnia 2010     |
|         | Mariusz Błaszczak       | 3 sierpnia 2010     | 11 listopada 2015   |
|         | Ryszard Terlecki        | 12 listopada 2015   | 13 listopada 2023   |
|         | Mariusz Błaszczak       | 13 listopada 2023   |                     |

Aktualni wiceprzewodniczący:
- Barbara Bartuś (sekretarz)
- Michał Cieślak
- Stanisław Karczewski
- Marcin Ociepa (OdNowa RP)
- Marek Suski
- Ryszard Terlecki

## Prezydenci i premierzy RP

### Prezydenci RP wywodzący się z PiS
| Imię i nazwisko | Zdjęcie | Od              | Do               |
| --------------- | ------- | --------------- | ---------------- |
| Lech Kaczyński  |         | 23 grudnia 2005 | 10 kwietnia 2010 |
| Andrzej Duda    |         | 6 sierpnia 2015 | 6 sierpnia 2025  |
| Karol Nawrocki* |         | 6 sierpnia 2025 |                  |

*Popierany przez PiS, nie działający wcześniej w tej partii.

### Prezesi Rady Ministrów reprezentujący PiS
| Imię i nazwisko         | Zdjęcie | Od                   | Do                |
| ----------------------- | ------- | -------------------- | ----------------- |
| Kazimierz Marcinkiewicz |         | 31 października 2005 | 14 lipca 2006     |
| Jarosław Kaczyński      |         | 14 lipca 2006        | 16 listopada 2007 |
| Beata Szydło            |         | 16 listopada 2015    | 11 grudnia 2017   |
| Mateusz Morawiecki      |         | 11 grudnia 2017      | 13 grudnia 2023   |

## Liczba członków
| Rok               | Liczba członków |
| ----------------- | --------------- |
| 2002              | 2600            |
| 2004              | 6500            |
| 2006              | 13 000          |
| luty 2010         | około 22 000    |
| 30 listopada 2012 | 21 766          |
| 2015              | około 30 000    |
| kwiecień 2018     | 34 508          |
| grudzień 2018     | 37 409          |
| styczeń 2020      | ponad 40 000    |
| styczeń 2021      | około 45 000    |
| listopad 2022     | 44 996          |
| czerwiec 2023     | około 48 000    |

## Poparcie w wyborach

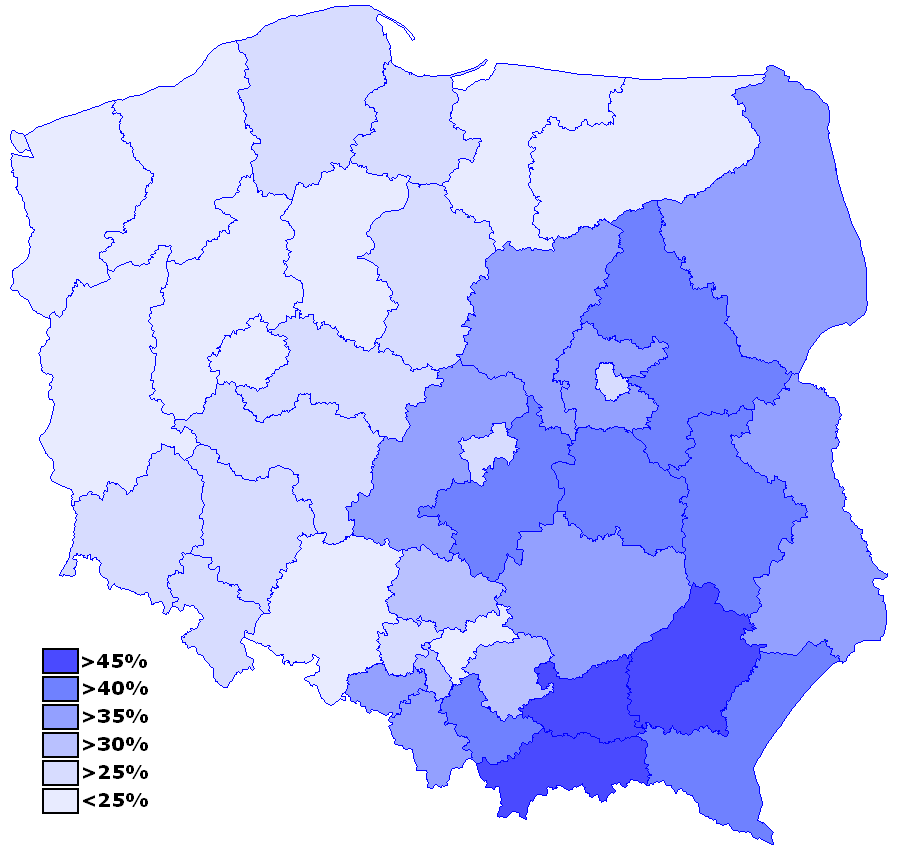
Poparcie dla PiS w wyborach 2007 z podziałem na okręgi

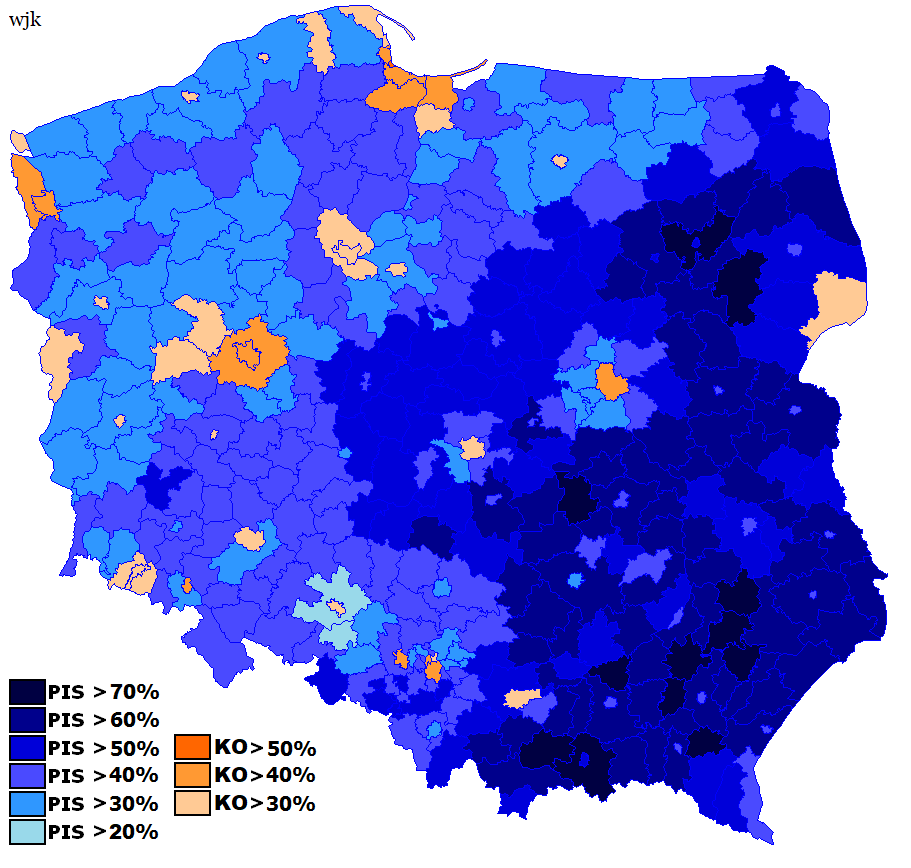
Wyniki wyborów parlamentarnych w 2019

Wyniki wyborów prezydenckich w 2015 (pierwsza tura)

### Wybory parlamentarne
| Wybory | Sejm      | Sejm       | Sejm  | Sejm    | Sejm    | Senat   | Senat   | Rząd      |
| Wybory | Głosy     | Głosy      | Głosy | Mandaty | Mandaty | Mandaty | Mandaty | Rząd      |
| Wybory | Liczba    | %          | +/−   | Liczba  | +/−     | Liczba  | +/−     | Rząd      |
| ------ | --------- | ---------- | ----- | ------- | ------- | ------- | ------- | --------- |
| 2001   | 1 236 787 | 9,50 (4.)  | –     | 44/460  | –       | –       | –       | Opozycja  |
| 2005   | 3 185 714 | 26,99 (1.) | 17,49 | 155/460 | 111     | 49/100  | –       | Koalicja  |
| 2007   | 5 183 477 | 32,11 (2.) | 5,12  | 166/460 | 11      | 39/100  | 10      | Opozycja  |
| 2011   | 4 295 016 | 29,89 (2.) | 2,22  | 157/460 | 9       | 31/100  | 8       | Opozycja  |
| 2015   | 5 711 687 | 37,58 (1.) | 7,69  | 235/460 | 78      | 61/100  | 30      | Większość |
| 2019   | 8 051 935 | 43,59 (1.) | 6,01‬  | 235/460 |         | 48/100  | 13      | Większość |
| 2023   | 7 640 854 | 35,38 (1.) | 8,21‬  | 194/460 | 41      | 34/100  | 14      | Opozycja  |

### Wybory prezydenckie
| Wybory | Zdjęcie       | Kandydat           | I tura     | I tura     | II tura    | II tura                        | Wynik                               |
| Wybory | Zdjęcie       | Kandydat           | Głosów     | %          | Głosów     | %                              | Wynik                               |
| ------ | ------------- | ------------------ | ---------- | ---------- | ---------- | ------------------------------ | ----------------------------------- |
| 2005   |               | Lech Kaczyński     | 4 947 927  | 33,10 (2.) | 8 257 468  | 54,04 (1.)                     | Wygrana z Donaldem Tuskiem          |
| 2010   |               | Jarosław Kaczyński | 6 128 255  | 36,46 (2.) | 7 919 134  | 46,99 (2.)                     | Przegrana z Bronisławem Komorowskim |
| 2015   |               | Andrzej Duda       | 5 179 092  | 34,76 (1.) | 8 719 281  | 51,55 (1.)                     | Wygrana z Bronisławem Komorowskim   |
| 2020   | Andrzej Duda* | 8 450 513          | 43,50 (1.) | 10 440 648 | 51,03 (1.) | Wygrana z Rafałem Trzaskowskim |                                     |
| 2025   |               | Karol Nawrocki*    | 5 790 804  | 29,54 (2.) | 10 606 877 | 50,89 (1.)                     | Wygrana z Rafałem Trzaskowskim      |

*Poparty przez PiS kandydat niezależny.

### Wybory samorządowe
| Wybory | Sejmiki       | Sejmiki       | Sejmiki       | Sejmiki       | Rady powiatów | Rady powiatów | Rady powiatów | Rady powiatów | Rady gmin | Rady gmin | Prezydenci, burmistrzowie, wójtowie | Prezydenci, burmistrzowie, wójtowie |
| Wybory | Głosy         | Głosy         | Mandaty       | Mandaty       | Głosy         | Głosy         | Mandaty       | Mandaty       | Mandaty   | Mandaty   | Mandaty                             | Mandaty                             |
| Wybory | %             | +/−           | Liczba        | +/−           | %             | +/−           | Liczba        | +/−           | Liczba    | +/−       | Liczba                              | +/−                                 |
| ------ | ------------- | ------------- | ------------- | ------------- | ------------- | ------------- | ------------- | ------------- | --------- | --------- | ----------------------------------- | ----------------------------------- |
| 2002   | koalicja z PO | koalicja z PO | koalicja z PO | koalicja z PO | ?             | –             | ?             | –             | ?         | –         | ?                                   | –                                   |
| 2006   | 25,08         | –             | 170/561       | –             | 19,76         | ?             | 1242          | ?             | 3079      | ?         | 77                                  | ?                                   |
| 2010   | 23,07         | 2,01          | 141/561       | 29            | 17,24         | 2,52          | 1085          | 157           | 2782      | 297       | 37                                  | 40                                  |
| 2014   | 26,89         | 3,82          | 171/555       | 30            | 23,53         | 6,29          | 1517          | 432           | 3530 (?)  | 748 (?)   | 124                                 | 87                                  |
| 2018   | 34,13         | 7,24          | 254/552       | 83            | 30,46         | 6,93          | 2114          | 597           | 5808      | 2278 (?)  | 234                                 | 110                                 |
| 2024   | 34,27         | 0,14          | 239/552       | 15            | 29,94         | 0,52          | 2080          | 34            | 3069      | 2739      | 105                                 | 134                                 |

### Wybory do Parlamentu Europejskiego
| Wybory | Głosy     | Głosy      | Głosy | Mandaty | Mandaty |
| Wybory | Liczba    | %          | +/−   | Liczba  | +/−     |
| ------ | --------- | ---------- | ----- | ------- | ------- |
| 2004   | 771 858   | 12,67 (3.) | –     | 7/54    | –       |
| 2009   | 2 017 607 | 27,40 (2.) | 14,73 | 15/50   | 8       |
| 2014   | 2 246 870 | 31,78 (2.) | 4,48  | 19/51   | 4       |
| 2019   | 6 192 780 | 45,38 (1.) | 13,60 | 26/51   | 7       |
| 2024   | 4 253 169 | 36,16 (2.) | 9,22  | 20/53   | 6       |

### Ostatnie wybory do sejmików województw (2024)
| Sejmik             | Mandaty | Władza    |
| ------------------ | ------- | --------- |
| dolnośląski        | 13/36   | Opozycja  |
| kujawsko-pomorski  | 11/30   | Opozycja  |
| lubelski           | 21/33   | Większość |
| lubuski            | 10/30   | Opozycja  |
| łódzki             | 16/33   | Opozycja  |
| małopolski         | 21/39   | Większość |
| mazowiecki         | 21/51   | Opozycja  |
| opolski            | 10/30   | Opozycja  |
| podkarpacki        | 21/33   | Większość |
| podlaski           | 15/30   | Opozycja  |
| pomorski           | 10/33   | Opozycja  |
| śląski             | 18/45   | Opozycja  |
| świętokrzyski      | 16/30   | Większość |
| warmińsko-mazurski | 11/30   | Opozycja  |
| wielkopolski       | 15/39   | Opozycja  |
| zachodniopomorski  | 11/30   | Opozycja  |
| Mandaty ogółem     | 239/552 |           |

## Aktualni przedstawiciele w samorządzie

### Marszałkowie województw
Obecnie Prawo i Sprawiedliwość rządzi w czterech województwach, natomiast w pozostałych dwunastu znajduje się w opozycji.
| Marszałek           | Województwo    | Data powołania    |
| ------------------- | -------------- | ----------------- |
| Jarosław Stawiarski | lubelskie      | 21 listopada 2018 |
| Łukasz Smółka       | małopolskie    | 4 lipca 2024      |
| Władysław Ortyl     | podkarpackie   | 27 maja 2013      |
| Renata Janik        | świętokrzyskie | 6 maja 2024       |

### Prezydenci miast
| Prezydent miasta   | Miasto              | Data powołania    | Źródło  |
| ------------------ | ------------------- | ----------------- | ------- |
| Michał Urgoł       | Jastrzębie-Zdrój    | 6 maja 2024       | [ 318 ] |
| Tomasz Hapunowicz  | Siedlce             | 7 maja 2024       | [ 319 ] |
| Lucjusz Nadbereżny | Stalowa Wola        | 28 listopada 2014 | [ 320 ] |
| Marcin Witko       | Tomaszów Mazowiecki | 8 grudnia 2014    | [ 321 ] |